# دوسلدورف
دوسلدورف أو دُسِلدُروف (بالألمانية: Düsseldorf) هي عاصمة ولاية شمال الراين - وستفاليا في غرب ألمانيا وعاصمة محافظة دوسلدورف وإحدى أكبر مدن البلاد. يبلغ عدد سكانها حوالي 612.178 (31 ديسمبر 2015)، وهي ثاني أهم مركز اقتصادي وعالمي في ألمانيا، بعد فرانكفورت، وتتمركز في منطقة الراين-رور (بالألمانية: Rhein-Ruhr)، التي تعد من أكثر المناطق كثافة بالسكان في أوروبا. يشق المدينة نهر الراين، وتشتهر بالأزياء وبكثرة المناسبات والمعارض التجارية التي تقام فيها. ففي شهر تموز من كل عام، يزور مدينة دوسلدورف أكثر من 4.5 مليون شخص لحضور معرض المتعة (بالألمانية: Größte Kirmes am Rhein) الذي يعد من أشهر المعارض الترفيهية التي تنظّم فيها. إضافة لذلك، احتلت دوسلدورف المرتبة الأولى على مستوى ألمانيا والسادسة على مستوى العالم في قائمة أفضل المدن من حيث جودة المعيشة، وذلك وفقاً للمسح الذي أجرته مؤسسة ميرسر في عام 2009م.

## التاريخ

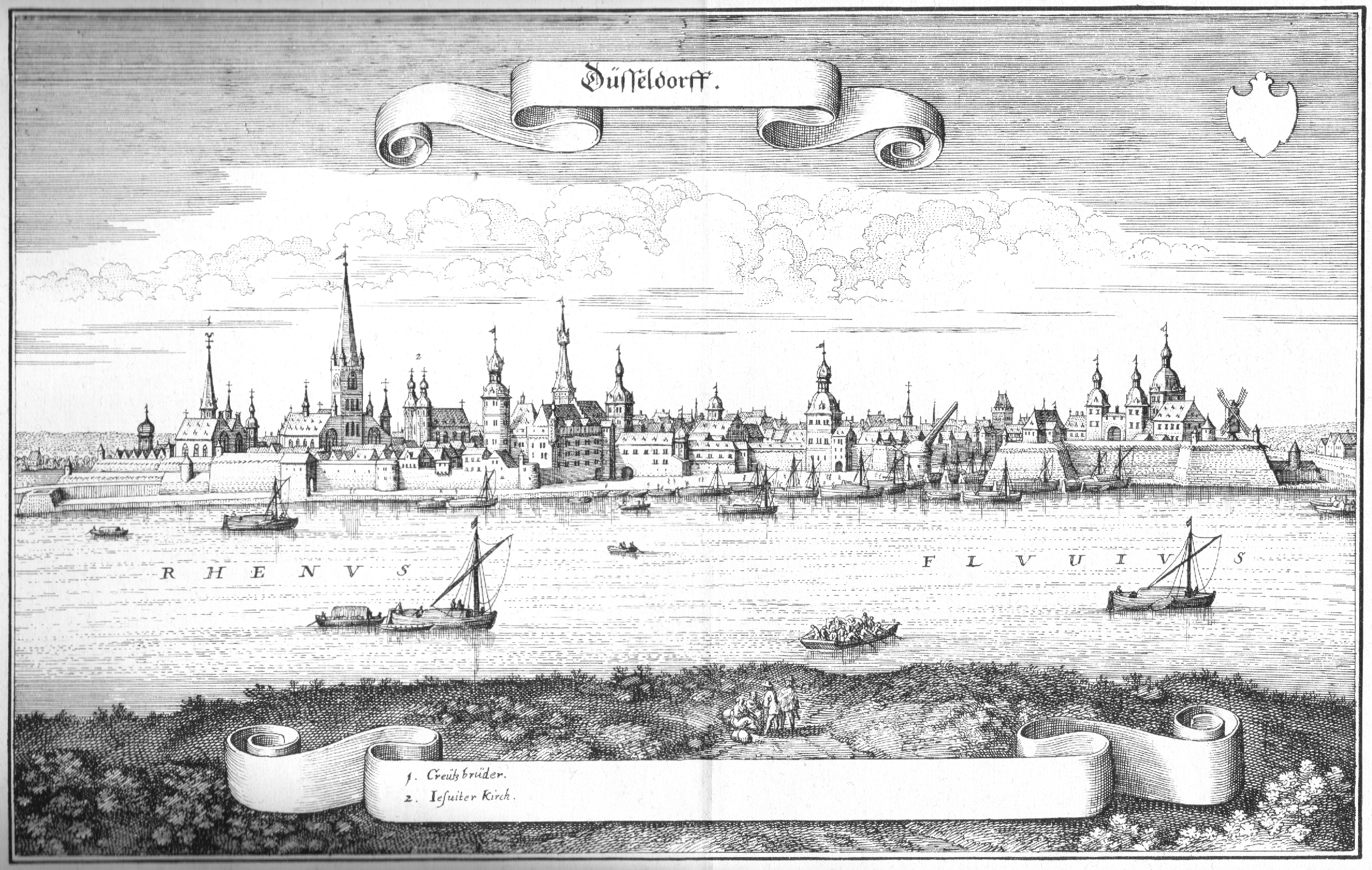
دوسلدورف عام 1647

في القرنين السابع والثامن للميلاد تمركزت بعض المستوطنات، التي امتهنت الزراعة والصيد، عند النقطة التي يتدفق فيها نهر الدوسل (بالألمانية: Düssel) الصغير ليلتقي بنهر الراين، ومن هذه المستوطنات كانت بداية دوسلدورف.
وفي عام 1186م، وقعت دوسلدورف تحت حكم البِرغ (بالألمانية: Berg)، وقد قام كونتات البيرغ (تحديداً في العام 1280م) بنقل مقر الحكم الرئيسي إلى بلدة دوسلدورف. ويعد الـ 14 من آب عام 1288م أهم الأيام في تاريخ هذه البلدة، كونه اليوم الذي منح فيه كونت البيرغ (بالألمانية: Berg) أدولف الخامس (Adolf V) القرية على ضفاف نهر الدوسل امتياز المدينة.
كما ظهرت في المدينة ساحة للسوق على ضفاف نهر الراين وكانت هذه الساحة محمية بأسوار المدينة. وتم اختيار دوسلدورف في العام 1380م لتكون العاصمة الإقليمية لدوقية البيرغ، وخلال القرون التي تبعت هذا الحدث تم بناء العديد من المعالم الرئيسية في مدينة دوسلدورف، ومن ضمنها كنيسة القديس لامبيرتوس (بالإنجليزية: Collegiate Church of St. Lambertus).
ونمت دوسلدورف بشكل أكثر إثارةً للإعجاب تحت قيادة يوهان ويلهيلم الثاني (Johann Wilhelm II) الذي حكم في الفترة بين 1690- 1716م، والذي كان يعرف أيضاً لدى شعبه باسم يان ويليم (Jan Wellem). وبعد وفاة يان ويليم بدون أن يترك وريثاً للحكم، وقعت العاصمة المزدهرة في أوقات عصيبة، خاصةً بعد أن ورث عرش بافاريا الأمير كارل ثيودور (Karl Theodor).
ضرب الدمار والفقر دوسلدورف بعد انتهاء الحروب النابليونية، وقد جعل نابليون من بيرغ دوقيةً عظمى وجعل من دوسلدورف عاصمةً لها. وبعد هزيمة نابليون في العام 1815م، أصبحت منطقة الراين بأكلمها وبضمنها بيرغ في أيدي مملكة بروسيا. وتم خلال الفترة اللاحقة من هذا تأسيس ما كان يعرف آنذاك ببرلمان مقاطعة الراين.
وبحلول منتصف القرن التاسع عشر الميلادي، وتحديداً في العام 1882م، بلغ عدد سكان مدينة دوسلدورف 100,000 نسمة، ويعود الفضل في تحقيق ذلك إلى الثورة الفرنسية القائمة آنذاك، وقد وصل هذا الرقم إلى الضعف في عام 1892م. إلا أن المدينة وقعت تحت القصف الاستراتيجي الذي انتشر إبان الحرب العالمية الثانية، مما أدى إلى الكثير من الخسائر.
وفي عام 1946م، أختيرت دوسلدورف عاصمة للولاية الفيدرالية الجديدة التي أطلق عليها «شمال الراين - وستفاليا». أخذت عملية إعادة إعمار المدينة مجرى سريعاً، وقد أصبحت دوسلدورف - بفعل التطور الاقتصادي الذي شهدته في الفترة التي أعقبت الحرب العالمية الثانية - إحدى أهم المدن الغنية والمتميزة في مجالات التجارة والإدارة والخدمات.

## الجغرافيا

### الموقع والتضاريس
تقع دوسلدورف في منتصف حوض الراين الأسفل، على الدلتا التي يصب فيها نهر الدوسل في نهر الراين. وتقع المدينة على الضفة الشرقية من النهر، عدا عن المقاطعة الرابعة (التي تضم اُبيركاسيل، اُنتيركاسيل، هيرد، لوريك)، وعلى الطرف المقابل لدوسلدورف بنيت مدينة نويس (بالألمانية: Neuss) على دلتا نهر إرفت (بالألمانية: Erft). تقع دوسلدورف إلى جنوب مقاطعة رور (بالألمانية: Ruhr) للتنقيب عن المعادن، وفي وسط إقليم راين-رور (بالألمانية: Rhine-Ruhr) الحضري. كما أن دوسلدورف مبنية بشكل كامل على الطمي (الغرين) والطين والرمل والصلصال وأحياناً الحصى.
وأعلى نقطة في دوسلدورف هي قمة زاندبيرغ (بالألمانية: Sandberg) في أقصى القسم الشرقي من المدينة في منطقة هبلراث بارتفاع وقدره 165م. أما بالنسبة لأكثر نقطة منخفضة فتقع في أقصى الشمال في منطقة ويتلاير (بالألمانية: Wittlaer) حيث يدخل رافد شوارتسباخ (بالألمانية: Schwarzbach) في نهر الراين بمعدل علو يبلغ 28 متراً.

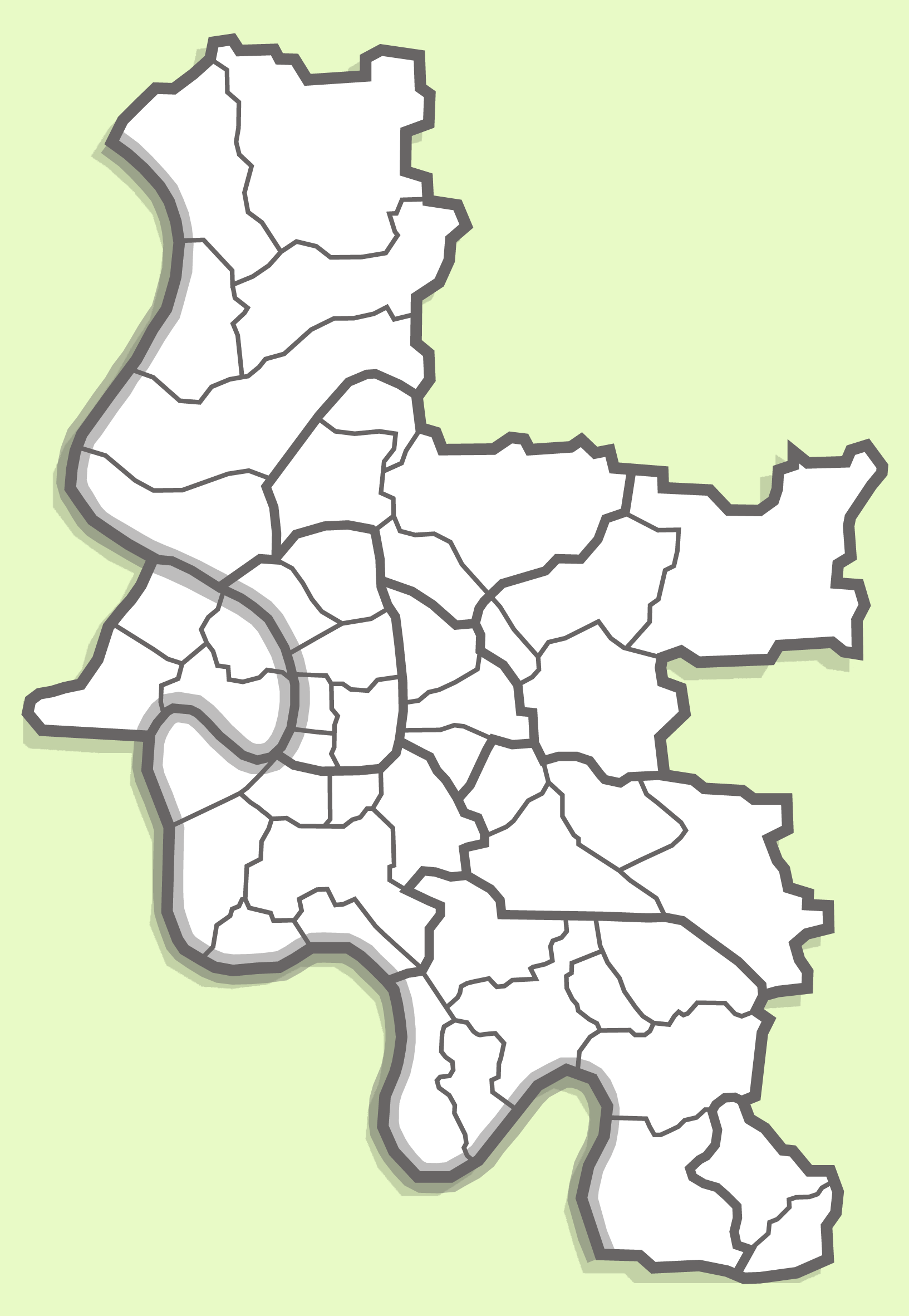
خارطة دوسلدورف وتظهر فيها المقاطعات الإدارية

### المناخ
ومثل بقية مناطق نهر الراين، تتميز دوسلدورف بشتائها المعتدل وبصيفها الدافئ، ويكون معدل درجة الحرارة السنوي حوالي 10.5 °C (51 °F)، أما معدل السنوي لهطول الأمطار فيكون بحدود 77سم (30 إنش). بالنسبة للإتجاه المهيمن للرياح فهي الرياح القادمة من الجنوب أو الجنوب الشرقي، والتي تتراوح سرعتها من 3 إلى 4 متر/الثانية. تكون الرياح هادئة (بسرعة أقل من 2 متر/ ساعة) وبمعدل 35% من الأوقات.

### التقسيمات الإدارية
تتألف دوسلدورف من 10 مقاطعات إدارية، وتملك كل مقاطعة (بالألمانية: Bezirk) مجلساً منتخباً خاصاً بها، ويكون لها عمدتها الخاص أيضاً. تقسّم كل مقاطعة من هذه المقاطعات إلى بلدات صغيرة، ويوجد في دوسلدورف نحو 49 بلدة.
أما بالنسبة للمدن والمقاطعات المجاورة لدوسلدورف فهي (مرتبة باتجاه عقارب الساعة بدءاً من الشمال): مدينة دويسبورغ (Duisburg) - مقاطعة ميتمان (Mettmann)، ومن ضمنها المدن والبلدات التالية: راتينغين (Ratingen)، ميتمان، اركرات (Erkrath)، هيلدين (Hilden)، لانغينفيلد (Langenfeld) ومونهايم (Monheim) - مقاطعة نويس (Neuss) ومن ضمنها المدن والبلدات التالية: دورماغين (Dormagen)، نيوس وميربوش (Meerbusch).

## الثقافة والترفيه

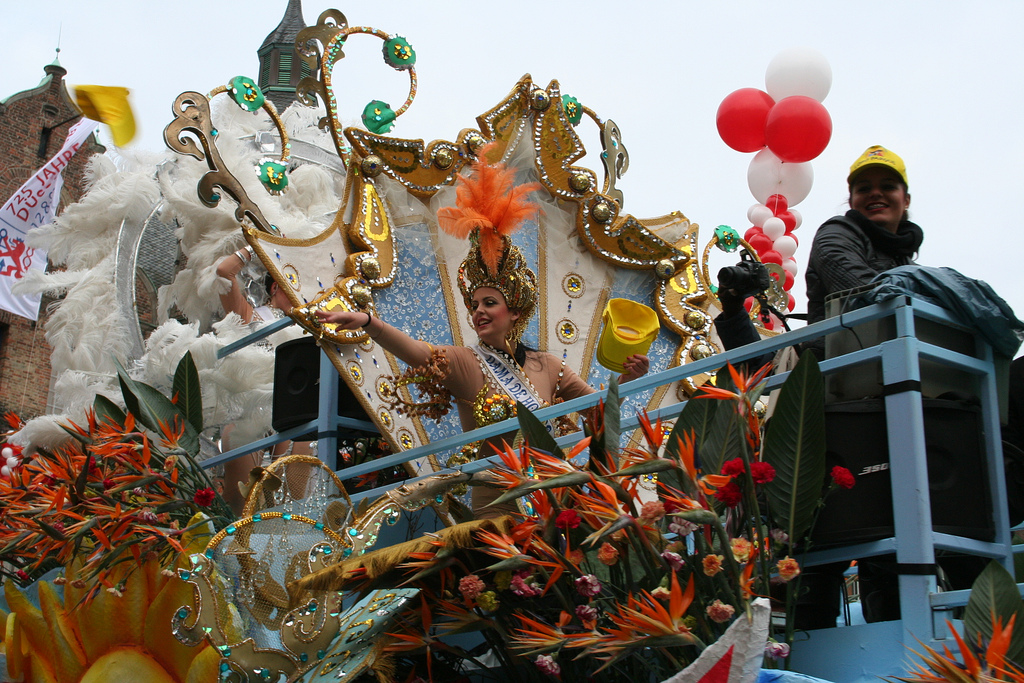
كرنفال دوسلدورف 2013

إلى جانب بُعدها السياسي والاقتصادي، تعد دوسلدورف مثالاً على التنوع الثقافي والحضاري في ألمانيا، وقد اكتسبت هذه المدينة أهميتها الثقافية من خلال المتاحف والمعارض والمباني التاريخية العريقة التي تنتشر فيها والتي يرجع إنشاؤها إلى العصور الوسطى. تعيش في المدينة جالية مغربية كبيرة، ويُمكنك تلمّس ذلك في الحي الريفي الأمازيغي الواقع خلف محطة القطار الرئيسية، والذي يعج بالمحلات والمطاعم الريفية. وبالإضافة إلى آلاف السياح الذين يزورون دوسلدورف على مدار العام، وآلاف المهاجرين الأمازيغ والأتراك والأفارقة المقيمين على أراضيها، يقطن بالمدينة نحو 7000 ياباني يضفون صبغة آسيوية عليها، حتى أن بعض الناس في ألمانيا باتوا يطلقون على دوسلدورف مازحين لقب «عاصمة اليابان على نهر الراين».

## التسوق

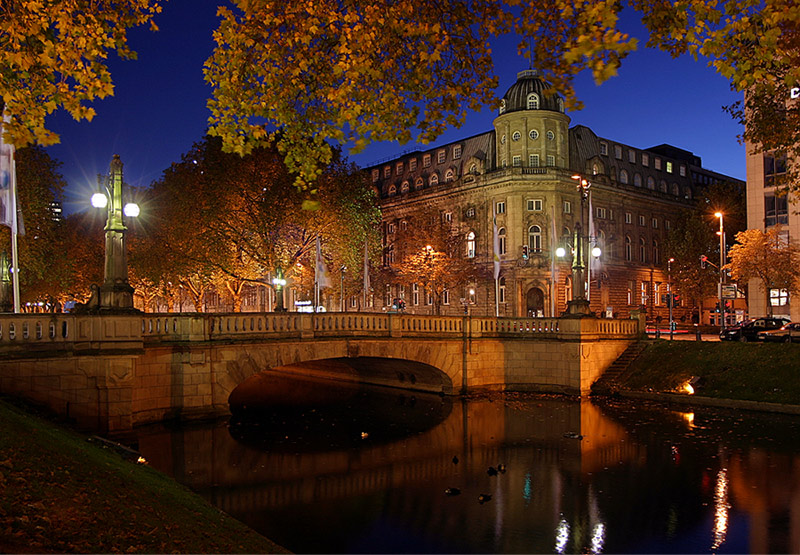
شارع الكونيغسآله الشهير في دوسلدورف

للتسوق في عاصمة ولاية شمال الراين - وستفاليا طابعه الخاص، حيث تعد دوسلدورف المكان الأفضل للمتسوقين بوجود العديد من المتاجر والمقاهي على جوانب الطرق. وهي علاوة على ذلك المكان الذي تنطلق فيه آخر صيحات الموضة، حيث يتوجه العديد من الأوربيين من المهتمين بالموضة إلى مدينة دوسلدورف لشراء آخر ما عرض في الأسواق والأكثر إثارة. تفتح المحلات بشكل عام حتى الساعة 6:30 مساءً، إلا أنها في أيام الخميس تفتح أبوابها حتى الساعة الثامنة مساءً. أما بالنسبة للأماكن الأشهر للتسوق في دوسلدورف فهناك على سبيل المثال:

### شارع الملك
يعد شارع الملك (بالألمانية: Königsallee) من أهم الأماكن لبيع القطع الحصرية في ألمانيا. يشار إليه من قبل الغالبية بكو (بالألمانية: Kö). يضم الشارع لمحلات البيع الحصرية للعطور والمجوهرات والملابس، كما يتوفر في محلات القطع القديمة كافة أنواع البضائع الفاخرة. ومن المعروف أنه في كو (بالألمانية: Kö) عليك أن تطبق المقولة «انظر وكن محطاً للأنظار»، حيث يميل زوار كو إلى قضاء الوقت والجلوس على المقاهي المنتشرة على جوانب الطرقات. يعد الكثيرون الكونيغسآله السبب الرئيسي لاعتبار دوسلدورف الحاضرة الألمانية الأكثر أناقة.

### شارع شادوف

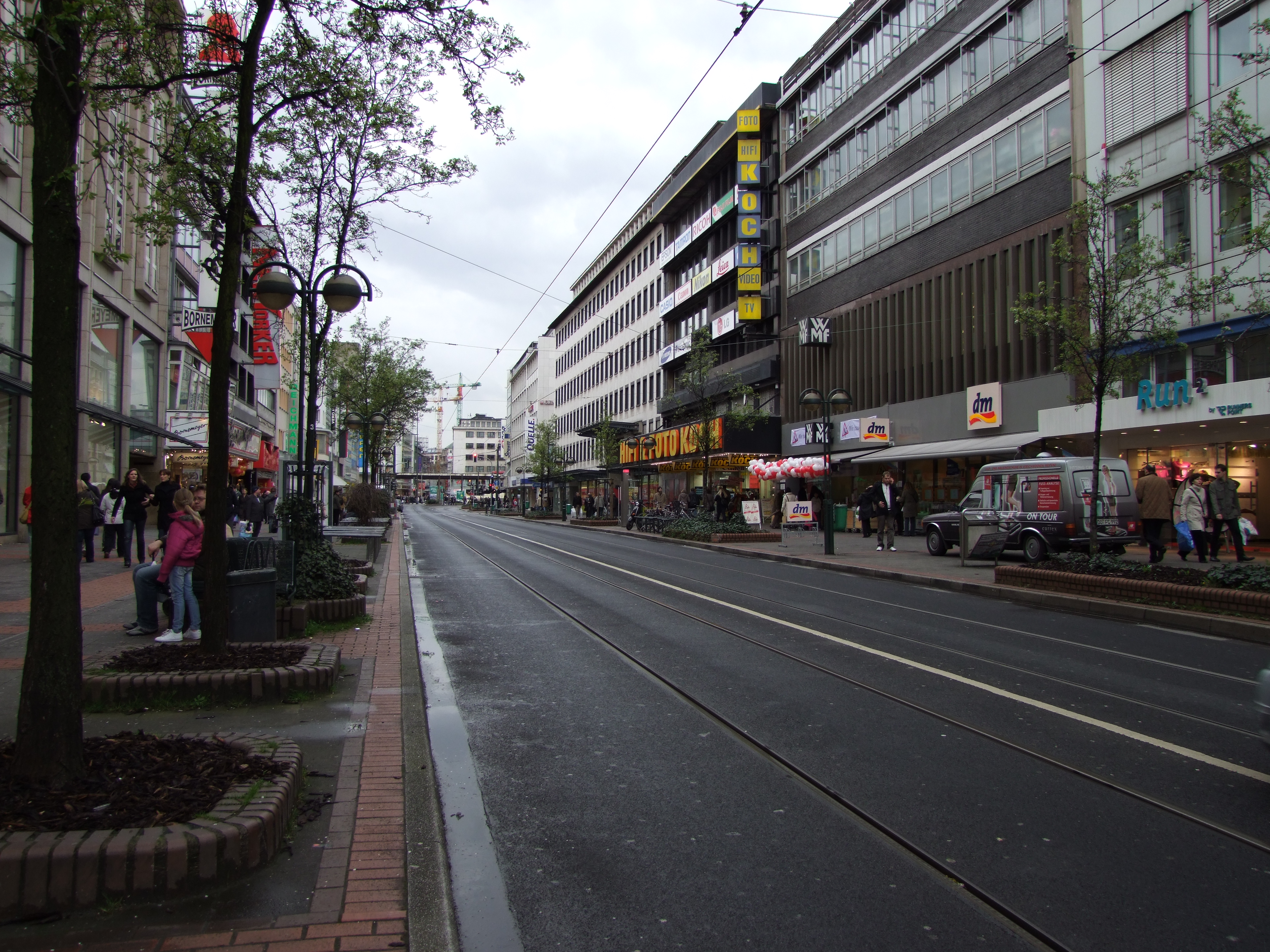
شارع شادوشتراسيه

تتوفر في شارع شادوف (بالألمانية: Schadowstrasse) البضائع بأسعار أقل قليلاً من الكونيغسآله (بالألمانية: Königsallee)، فهو أحد أكثر شوارع التسوق اكتظاظاً بالزوار في ألمانيا ولديه أكبر نسب الأرباح الناتجة عن العروض. عدد كبير جداً من المتاجر متعددة الأقسام تصطف على جوانب الشارع لتتصل مباشرة بالكونيغسآله (بالألمانية: Königsallee). جميع محلات الماركات التجارية والمتاجر وخصوصاً متاجر الأحذية لديها اختيارات كبيرة لتقدمها في العروض. حيث تتوافر العديد من المنتجات من الأطعمة والملابس وحتى الساعات.

### البلدة القديمة
يوجد في هذه منطقة البلدة القديمة (بالألمانية: Altstadt) العديد من المقاهي والبارات والمطاعم والمتاحف وصالات العرض التي تجعل من التسوق تجربة متنوعة. ويمكن للمتسوق أن يجد في البلدة القديمة متاجر عديدة يتوفر فيها البضائع الرائجة بأسعار معقولة، بالإضافة إلى المجوهرات الأنيقة. كما يجتذب «الخريف في البلدة القديمة» (بالألمانية: Altstadtherbst) عشرات الآلاف من الزوار. 

### شارع إمِرمَن

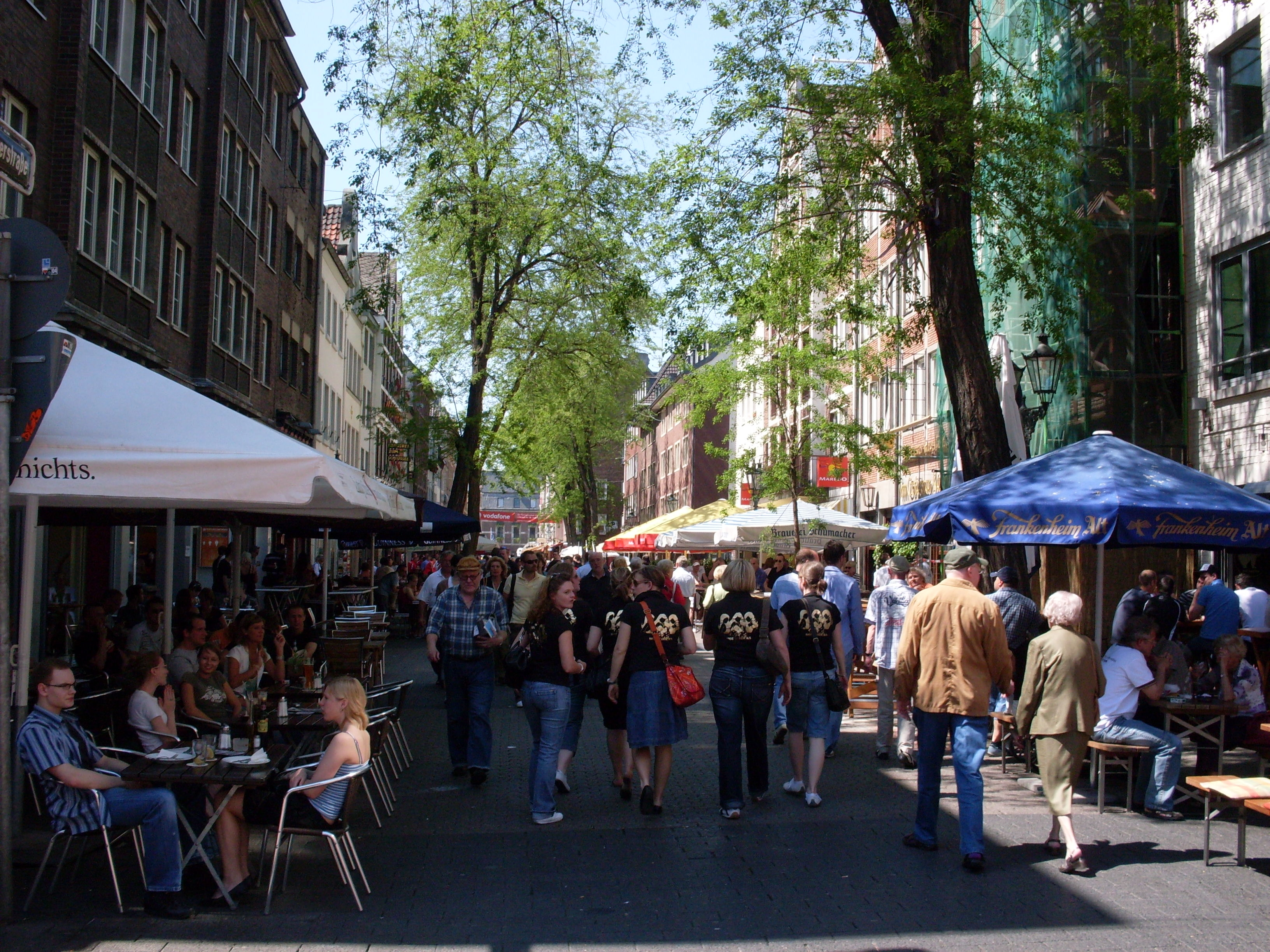
شارع في البلدة القديمة

يسكن في دوسلدورف أكثر من 7,000 ياباني، حيث تقع منطقة اليابانيين في وما حول شارع إمَرمَن (بالألمانية: Immermannstraße) حيث يوجد هناك كل ما يتعلق باليابانيين وحاجاتهم اليومية من الكتب والكيمونو إلى المزهريات والبضائع الأخرى.

### شارع فريدرك
تعد منطقة شارع فريدرك (بالألمانية: Friedrichstraße) المكان المثالي للتسوق اليومي. ففي أماكن متقاربة من بعضها يوجد العديد من الأسواق التجارية ومتاجر الأدوية والصيادلة والمخابز ومتاجر الأزهار، بالإضافة إلى أكبر المتاجر في المدينة وأفضلها تخزيناً للكتب.

### ساحة كارل
يوجد في ساحة كارل (بالألمانية: Carlsplatz) بضائع تاريخية ومجموعة كبيرة من محلات القطع القديمة التي تبيع قطعاً حصرية ومجوهرات متنوعة، كما توجد هناك صالات للفنون وتجار الأعمال الفنية. بالإضافة إلى الأسواق الأسبوعية والأسواق المفتوحة. فمدينة دوسلدورف تشتهر بتوفير بعض من أفضل فرص التسوق في ألمانيا، وخصوصاً الأزياء النسائية والرجالية. 

## المتاحف والأبنية التاريخية

### متحف المدينة

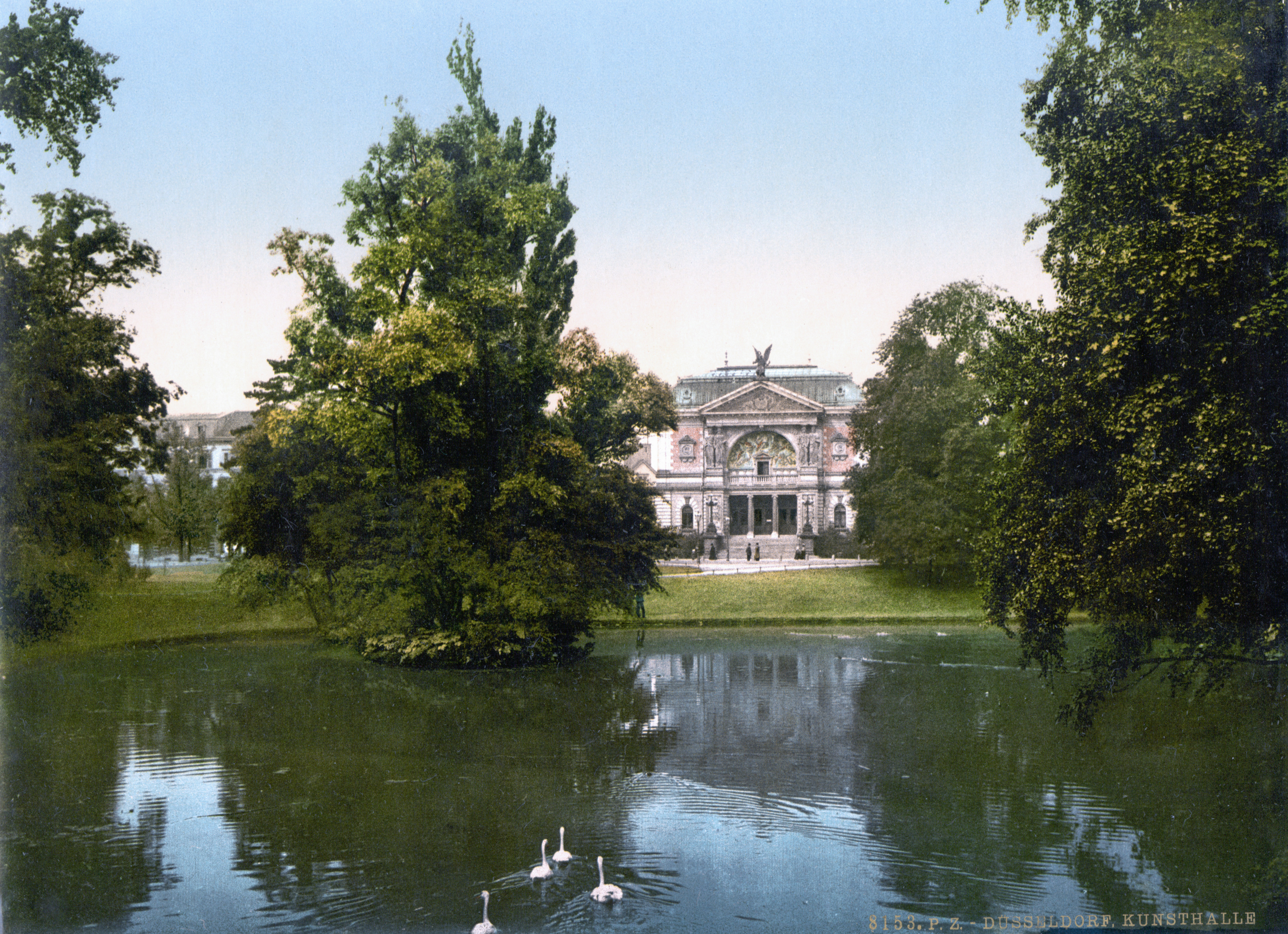
متحف كونستال

يعتبر هذا المتحف (بالألمانية: Stadtmuseum) من أقدم المتاحف في دوسلدروف. وقد أعطى التبرع بإحدى اللوحات الزيتية من مقتنيات بارونة شتوتيرهايم (بالألمانية: Stutterheim) في عام 1873م، الدافع الأساسي لتأسيسه. توثق معروضات متحف المدينة الذي يشتمل على ثلاث طوابق، مراحل التطور التي شهدتها مدينة دوسلدورف منذ نشأتها وإلى يومنا هذا.

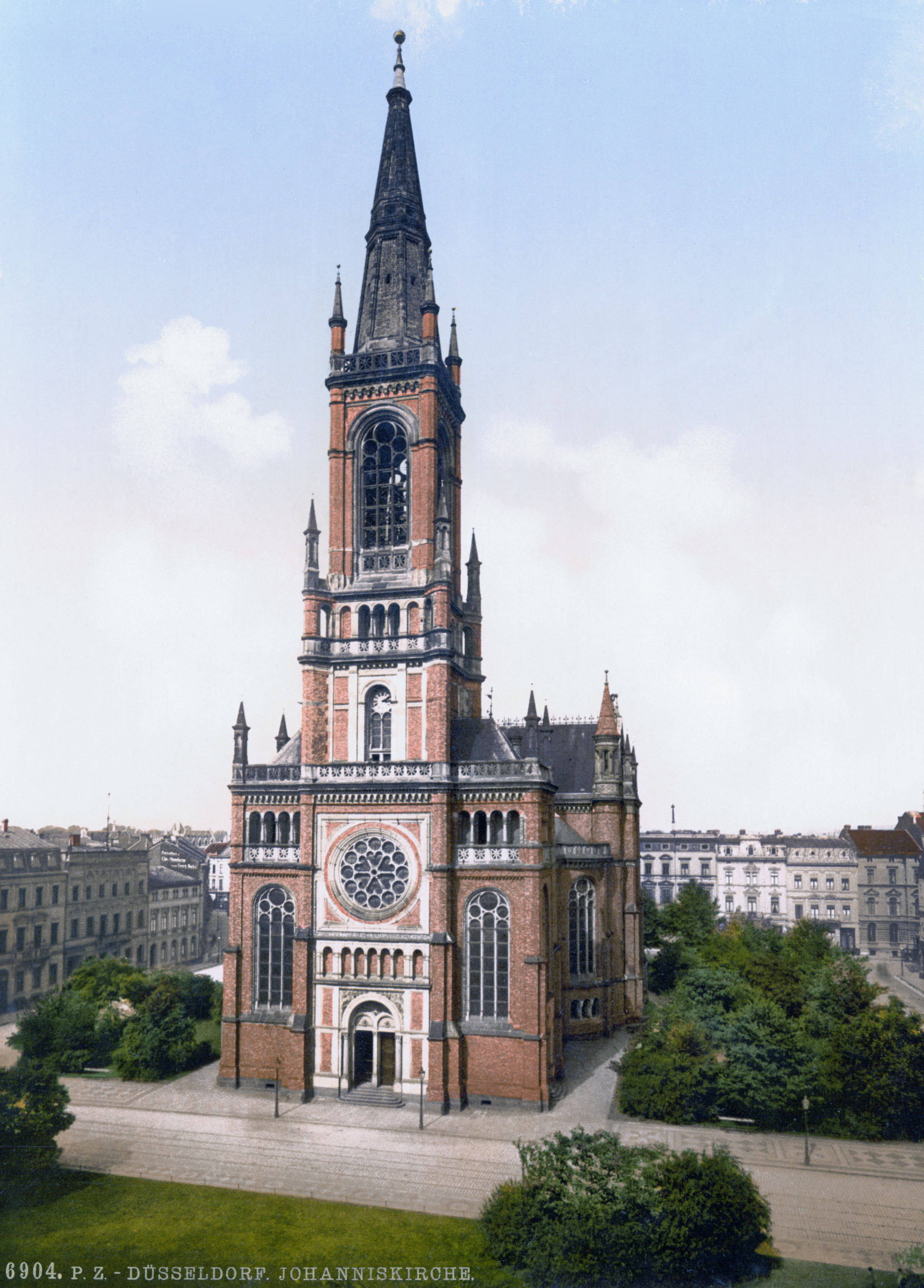
إحدى كاتدرائيات المدينة

### متحف قاعة الفن
متحف قاعة الفن (بالألمانية: Kunsthalle Düsseldorf) هو من أقدم وأشهر متاحف الفنون المعاصرة في المدينة، والذي قام بتشييده المهندسان المعماريان كونراد بيكمان وبروكس في عام 1967م، والذين راعوا في بنائه استخدام كتل خرسانية جاهزة لظروف اقتصادية بحتة. في حين تتمتع البناية التاريخية لأكاديمية الفنون بدوسلدورف (بالألمانية: Kunstakademie)، التي تقع على الضفة الشرقية من نهر الراين، بشهرة عالمية، وعملت فيها أسماء لامعة بالتدريس، من أمثال باول كلي ويوزف بويس وغيرهارد ريشتر.

### متحف غوته
يقع متحف غوته (بالألمانية: Goethe Museum) في قصر ياغيرهوف (بالألمانية: Schloß Jägerhof) الذي يعود بناءه إلى عام 1772م، ويعتبر من أشهر المتاحف التي تزخر بها هذه المدينة. والمتحف يضم نحو 1000 قطعة موزعة على 11 غرفة، والتي تمثل أهم المقتنيات الشخصية لعميد الأدب الألماني الشاعر يوهان فولفغانغ فون غوته، ومنها الطبعات الأولى لأعماله الشعرية التي تم حفظها في خزائن زجاجية، إلى جانب المخطوطات والرسائل الأصلية التي كتبها غوته إبان حياته.

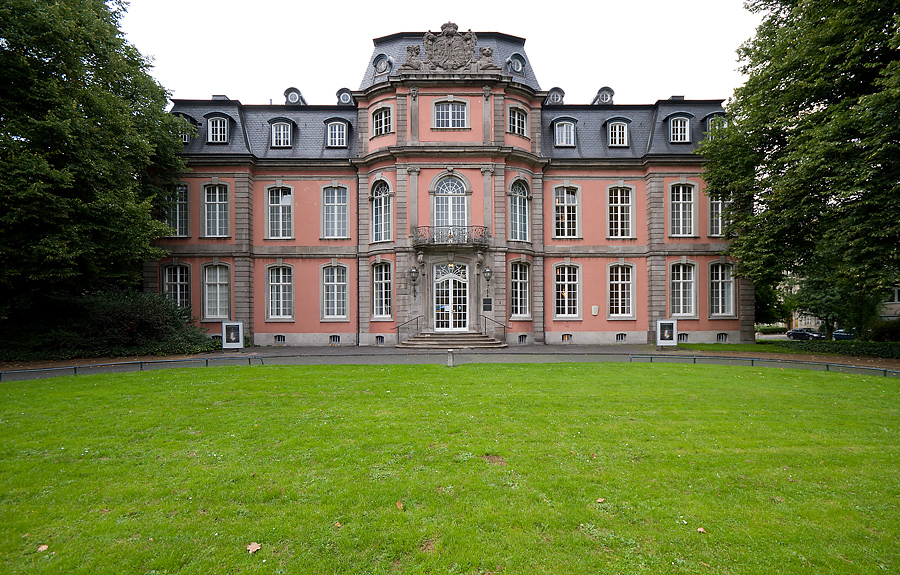
قصر ياغيرهوف

 كما يضم المتحف صوراً للمدن والمناظر الطبيعية حيث ألّف فيها غوته أشهر مؤلفاته، بالإضافة إلى صور تذكارية كانت قد التقطت للشاعر مع بعض أصدقائه. كما يتيح المتحف لمرتاديه فرصة التمتع بلوحة زيتية تجسّد مشاهد من قصة غوته الخالدة التي تحمل عنوان «فاوست» (بالألمانية: Faust).
وبالإضافة لما تقدم، تنتشر في دوسلدورف تشكيلة أخرى من المتاحف والأبنية التاريخية، نذكر منها على سبيل المثال لا الحصر: متحف الأحواض المائية والحيوانات (بالألمانية: Aquazoo-Löbbecke-Museum)، متحف الأفلام (بالألمانية: Filmmuseum)، متحف شمال راين-وستفاليا للاقتصاد والثقافة (بالألمانية: NRW Forum Wirtschaft und Kultur)، معهد هينريش هاينه (بالألمانية: Heinrich-Heine-Institut)، المتحف التذكاري لضحايا النازية (بالألمانية: Mahn- und Gedenkstätte für die Opfer des Nationalsozialmus)، بالإضافة إلى متحف كونست بالاست (بالألمانية: Museum Kunst Palast) وقلعة وحديقة بينرات (بالألمانية: Schloss und Park Benrath) ومتحف هيتينس للسيراميك (بالألمانية: Hetjens-Museum).

## المسارح ودور العرض

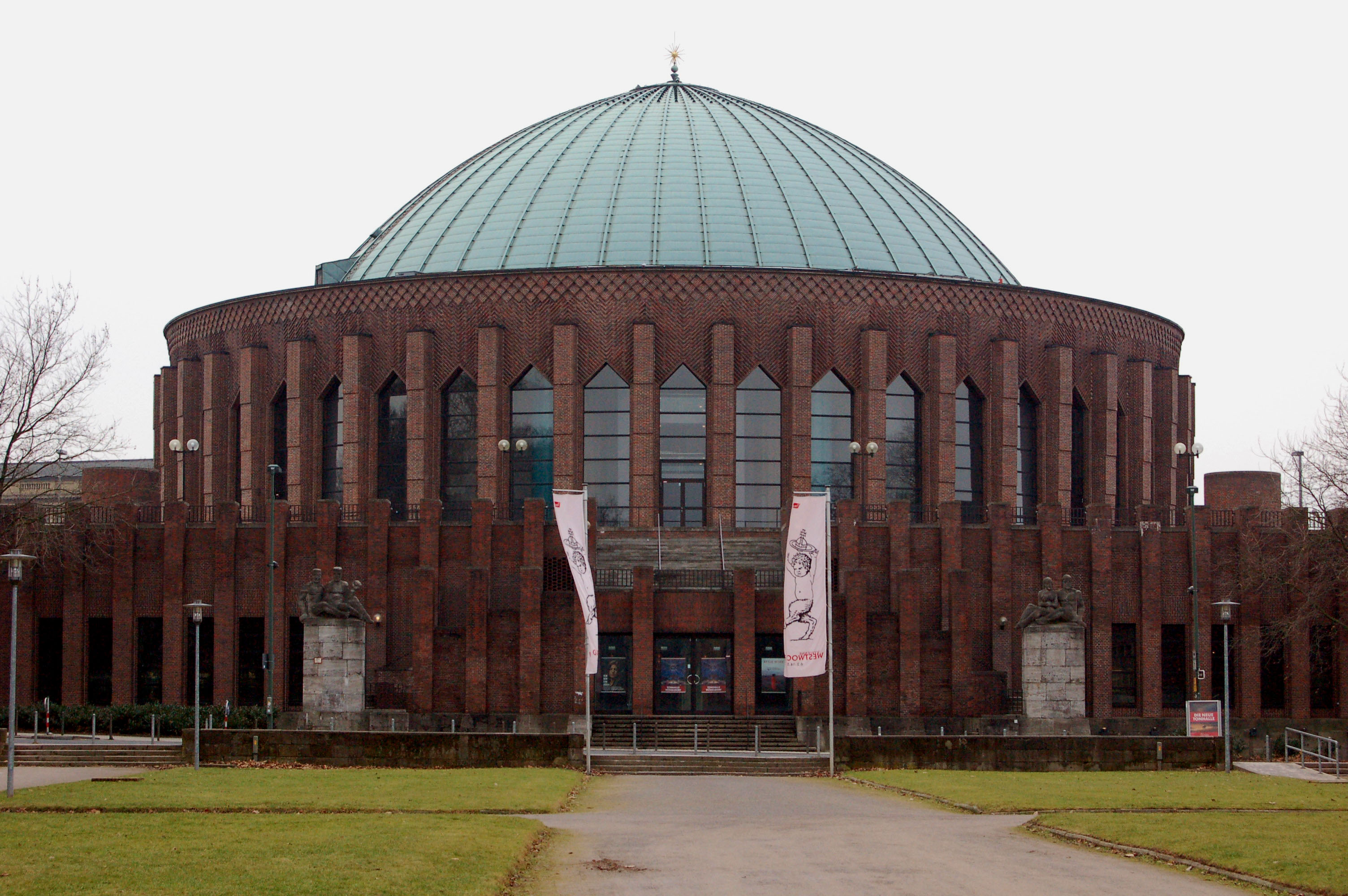
تونهاله دوسلدورف

ينتشر في ربوع دوسلدورف عدد من المسارح، ومنها مسرح دار الأوبرا في دوسلدورف (بالألمانية: Opernhaus Düsseldorf) الذي يعود بنائه إلى عام 1875م وقد تعرّض للقصف إبان الحرب العالمية الثانية، بيد أنه خضع للترميم وأعيد افتتاحه رسمياً في عام 1956م. يقدم هذا المسرح عروضاً لفن الأوبرا، كما تؤدي دار الأوبرا الألمانية على الراين (بالألمانية: Deutsche Oper am Rhein) أشهر عروضها عليه.
ويوجد في دوسلدورف أيضاً ما يعرف بـ المسرح السياسي، وهو نوع من أنواع العروض المسرحية التي تنتقد الأحوال السياسة أو الاجتماعية ولو بطريقة غير مباشرة، ومن خلال درجة عالية جداً من السخرية والتجريد. ويعتبر مسرح كومودخين (Kom(m)ödchen) من أهم المسارح التي تقدم هذا النوع من العروض.
ومن بين المسارح الأخرى المنتشرة في المدينة: مسرح كوميديا دوسلدورف (Komödie Düsseldorf)، والمسرح على شارع كو (بالألمانية: Theater an der Kö)، ومسرح المنتدى الحر (Forum Freies Theater)، بالإضافة إلى القاعة الموسيقية تونهاله دوسلدورف (Tonhalle Düsseldorf) التي قام ببنائها المهندس المعماري فيلهلم كرايس في عام 1926م كأكبر قبة فلكية على وجه الأرض، إلا أنه تم تحويلها إلى قاعة للعروض الموسيقية خلال حقبة السبعيينات من القرن العشرين.

## المنتزهات والحدائق العامة

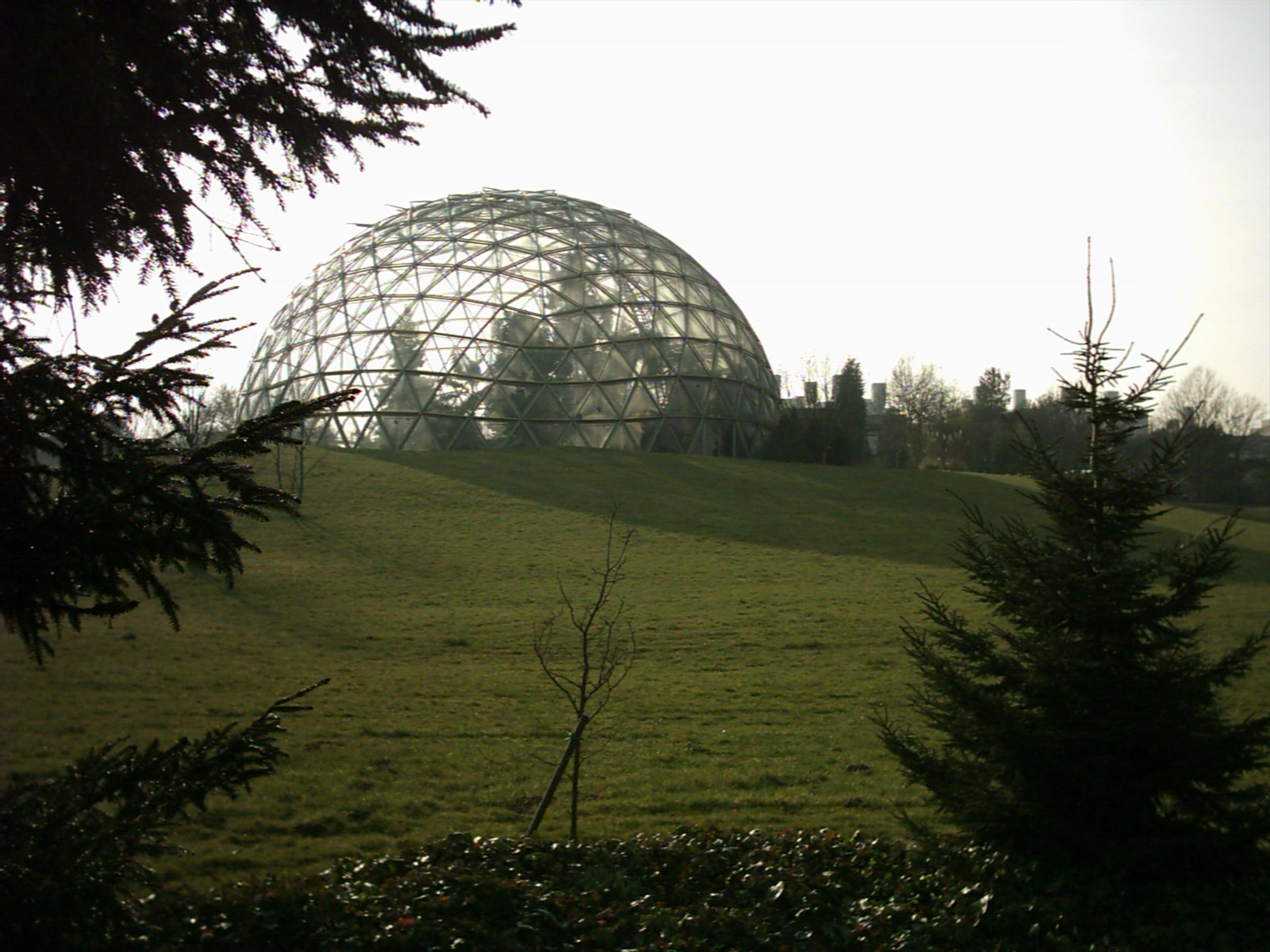
حديقة دوسلدورف النباتية

تشتهر دوسلدورف، حالها في ذلك حال جميع المدن الألمانية، بطبيعتها الغناء، وتنتشر في ربوعها العديد من الحدائق والمنتزهات العامة.
تعد حديقة دوسلدورف النباتية (بالألمانية: Botanischer Garten Düsseldorf) أشهر حديقة نباتية موجودة في دوسلدورف. تقوم جامعة دوسلدورف (جامعة هاينرش هاينه في دوسلدورف) بإدارة هذه الحديقة التي يطلق عليها أحياناً بحديقة جامعة هاينرش هاينه في دوسلدورف (بالألمانية: Botanischer Garten der Heinrich-Heine-Universität Düsseldorf) والحديقة النباتية في جامعة دوسلدورف (بالألمانية: Botanischer Garten der Universität Düsseldorf). تقع الحديقة بالقرب من مبنى الجامعة الأول، وتبلغ مساحتها نحو 8 هكتارات، وهي تفتح أبوابها يومياً خلال الأشهر الدافئة، ويكون الدخول إليها مجاناً. أنشئت الحديقة في عام 1974م، وتضم في أرجائها قرابة الـ 6000 نوع من النباتات، مع التركيز على النباتات المتوافقة مع المناخات المعتدلة.

## المهرجانات والكرنفالات

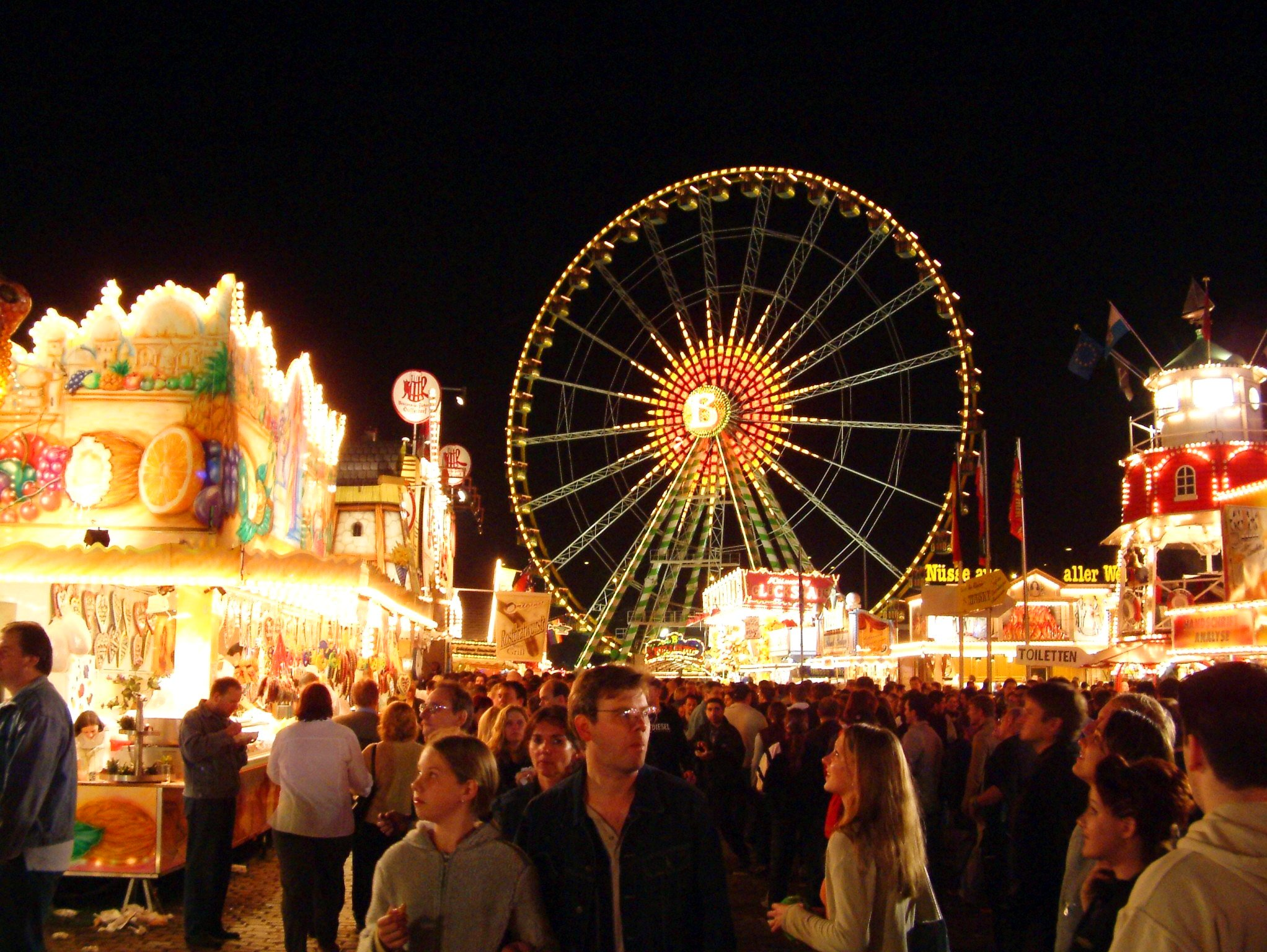
أضخم مهرجان للترفيه على الراين

تزخر دوسلدورف بالعديد من الأنشطة العائلية، مثل حديقة عالم وارنر برذرز للسينما الترفيهية، والتي تضم العديد من المطاعم والمتاجر والألعاب المثيرة، وتنطلق منها رحلات سياحية في نهر الراين.
ومن أكبر الأحداث الثقافية التي تقام في دوسلدورف في كل عام هو كرنفال دوسلدورف(بالألمانية: Dusseldorfer Karneval)، والذي يعرف أيضاً باسم «الفصل الخامس». وتنطلق فعاليات هذا الكرنفال في 11 نوفمبر من كل عام، وتحديداً في الساعة 11:11 صباحاً، ويبلغ ذروته بحلول ما يعرف بإثنين الورود (بالألمانية: Rosenmontag)، تنظم خلالها مسيرة ضخمة تجوب شوارع دوسلدورف. في حين تنتهي فعاليات الكرنفال في يوم «أربعاء الرماد» (بالألمانية: Aschermittwoch)، ليُسدل بذلك الستار على واحدة من أضخم الكرنفالات المقامة في دوسلدورف، والتي تشكّل جزءاً من الكرنفالات التقليدية التي تقام في ولاية راينلاند.

## الموسيقى

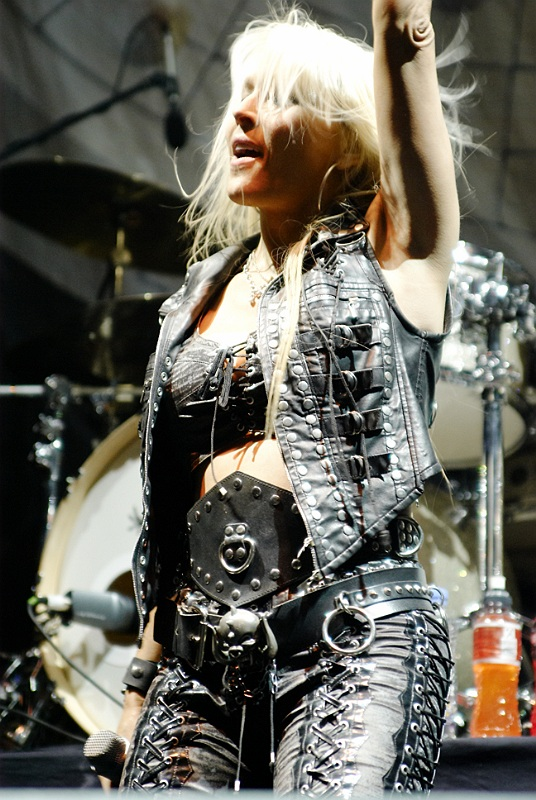
دورو بيش

مساهمة دوسلدورف الأكثر شهرة لثقافة الموسيقى الشعبية الحديثة هي بلا شك فرقة الموسيقى الإلكترونية كرافتويرك (بالألمانية: Kraftwerk). والتي تشكلت على يد عدة موسيقيين ولدوا في دوسلدورف، تُعرف كرافتفيرك عالمياً بأنها أهم فرقة في تاريخ الموسيقا الألمانية بعد الحرب العالمية الثانية وكرواد في الموسيقى الإلكتررونية. أما على الصعيد الدولي، فقد حظيت فرقة الباور ميتال وارلوك (بالألمانية: Warlock) والتي تشكّلت في دوسلدورف عام 1982، بشهرة عالمية. ومنذ أن توقفت الفرقة عن الغناء، حققت المغنية الرئيسية في «وارلوك»، دورو بيش (بالألمانية: Doro Pesch)، نجاحاً كبيراً في عالم موسيقى الروك، وقدمت العديد من الأعمال الفردية التي لاقت استحسان الجمهور في أوروبا وآسيا.
ومن بين الفرق الموسيقية الأخرى التي تشتهر بها مدينة دوسلدورف: فرقة البانك دي توتين هوزين (بالألمانية: Die Toten Hosen)، فرقة موسيقى الألكترو-بانك (D.A.F.) وفرقة دي كروبس (Die Krupps).

## الأطعمة والمأكولات
يشتهر أهالي منطقة شمال الراين - وستفاليا بإعداد ما يعرف بطبق الـ راينيشير زاويربراتن (بالألمانية: Rheinischer Sauerbraten)، وهو عبارة عن لحم بقر مشوي يتم تنقيعه لبضعة أيام في الخل والتوابل، بالإضافة إلى طبق الـ هيميل اُن آد (بالألمانية: Himmel on Ähd) (ويعني السماء والأرض)، وهو حلوى بودينغ سوداء مكونة من التفاح المطهي مع البطاطا المهروسة. أما في فصل الشتاء، يميل أهالي المنطقة إلى تناول ما يعرف بفن الـMuscheln Rheinischer، وهو بلح البحر المحضر على طريقة أهالي الراين. أما دوسلدورف فهي تشتهر بطبق خاص يعرف بـ دوسيلدورفير زينفروستبراتن "Düsseldorfer Senfrostbraten"، وهو عبارة عن شريحة من لحم البقر المشوي على صلصة الخردل.
تعرف دوسلدورف، إلى جانب مدينة ديجون الفرنسية، بصنع نوع من أنواع الخردل الذي يتم تقديمه في وعاء تقليدي يعرف بـ موسترتبوتشه "Mostertpöttche"، الذي قام بتخليده الرسام العالمي فنسنت فان كوخ في عام 1884.

## الرياضة

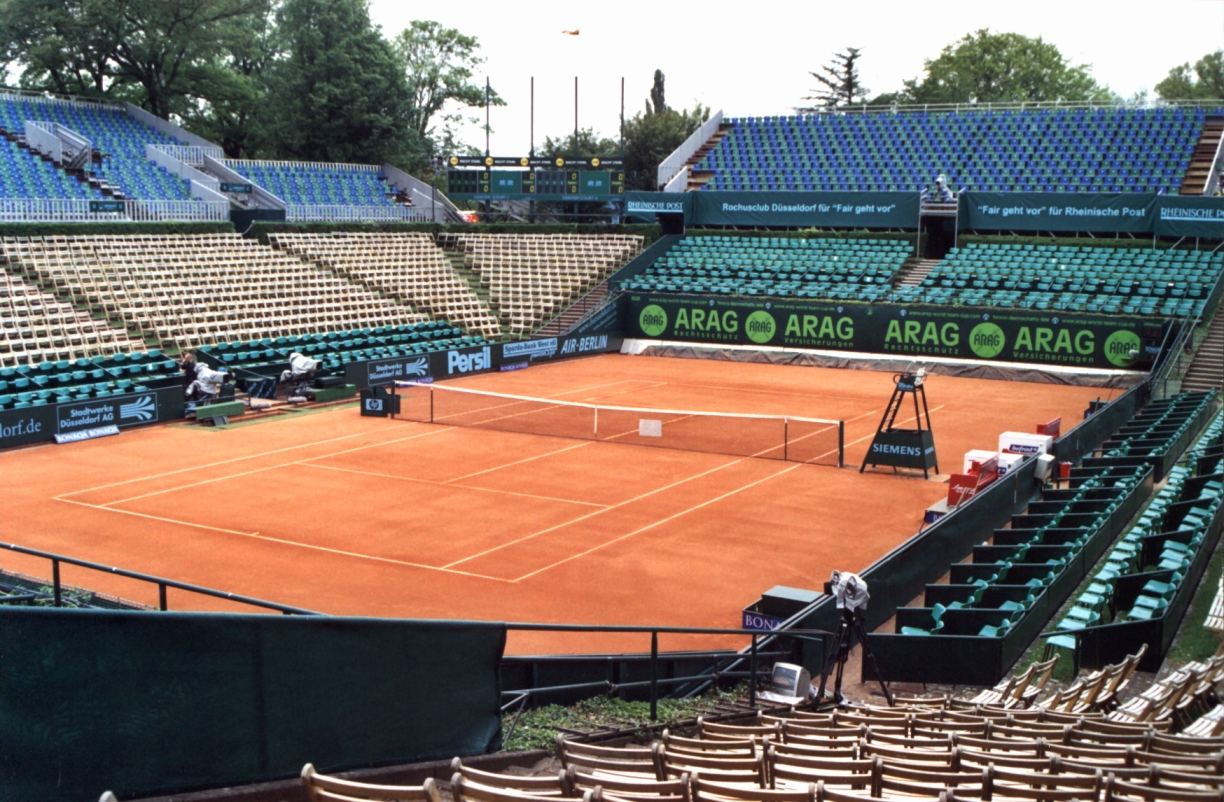
نادي روخوس دوسلدورف

تشتهر دوسلدورف بالعديد من الأنشطة الرياضية، بدءاً بالرياضات التقليدية ككرة القدم وكرة اليد وكرة المضرب وكرة السلة وما شاكلها من الرياضات الأخرى، وانتهاءً بالرياضات الشتوية كلعبة هوكي الجليد. وتعتبر دوسلدورف واحدة من تسعة مدن إختارتها الفيفا لإستضافة تصفيات كأس العالم لكرة القدم 1974، في حين يستضيف نادي روخوس دوسلدورف (Rochusclub Düsseldorf) بطولة كأس العالم لكرة المضرب (التنس) منذ عام 1978.
يعتبر نادي «فورتونا دوسلدورف» (بالألمانية: Fortuna Düsseldorf) فريق كرة القدم الرسمي لمدينة دوسلدورف، وقد نال هذا الفريق في عام 1933 لقب بطل الدوري الألماني لكرة القدم. يلعب الفريق ضمن دوري كرة القدم الألماني (بالألمانية: 2nd Bundesliga)، ويتسع إستاده الجديد «إسبري آرينا» (بالألمانية: Esprit arena)، الذي افتتح في يناير 2005، لنحو 51,500 من مشجعي هذه اللعبة.

## الصناعات والشركات التجارية

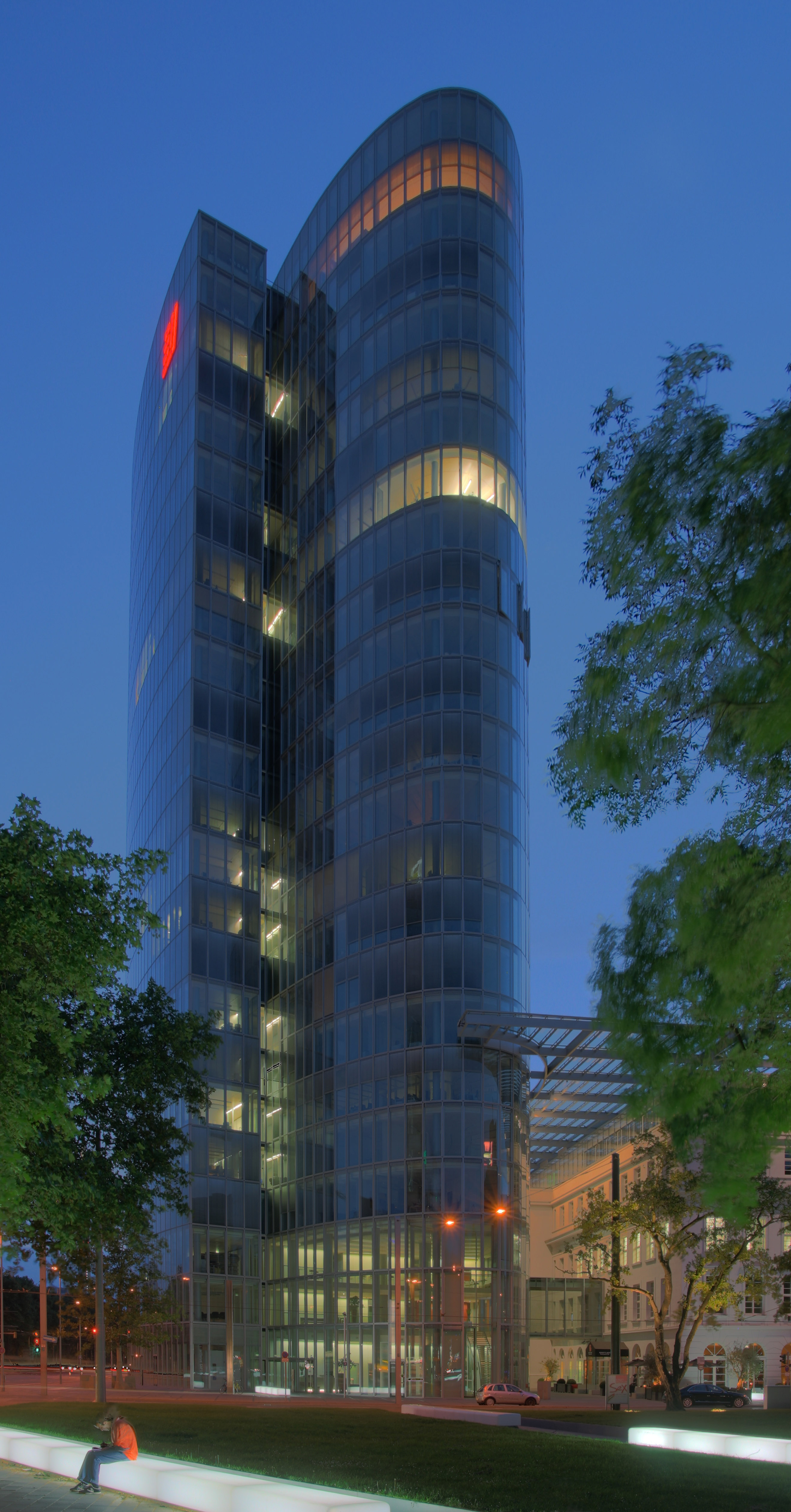
مبنى غاب 15

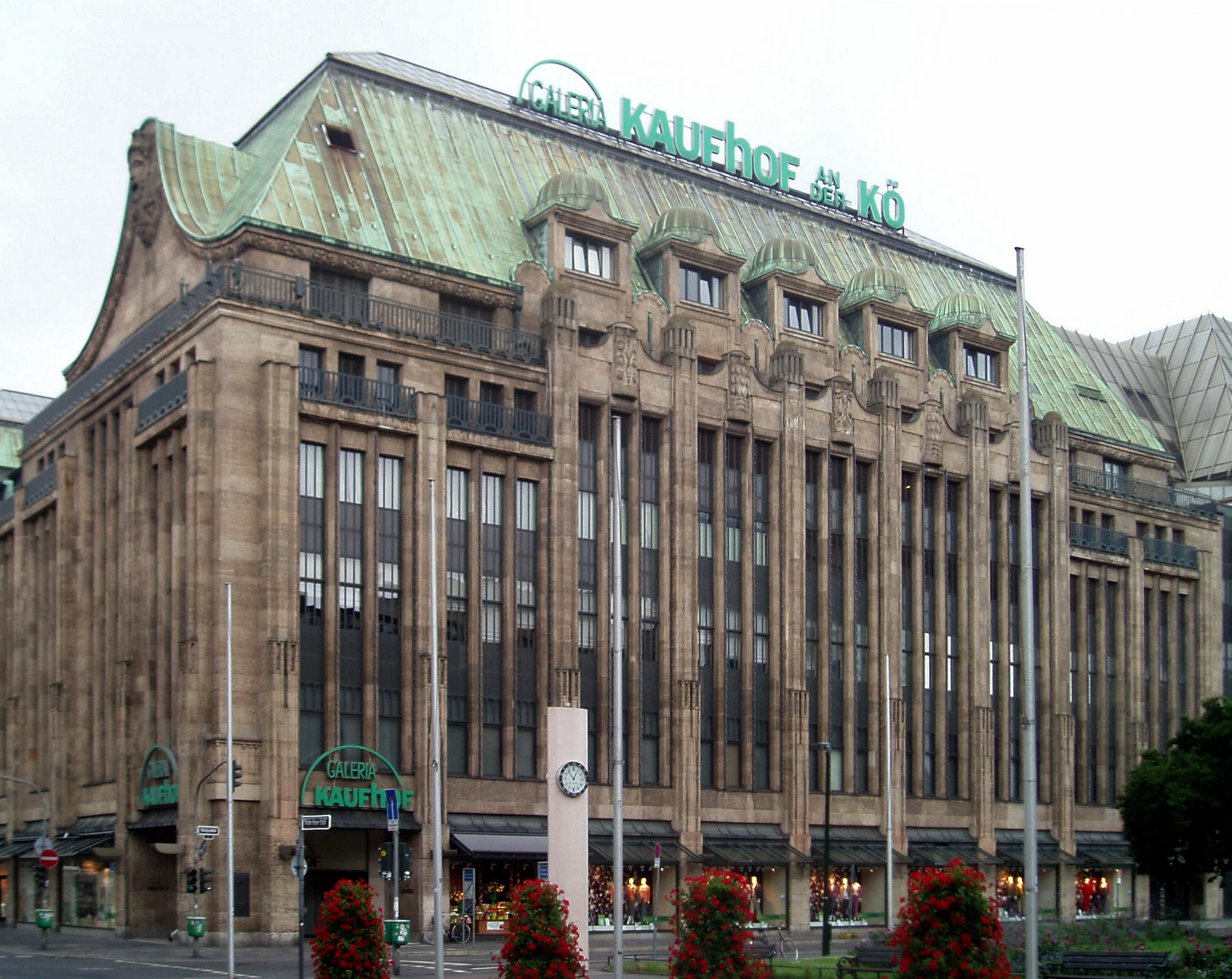
كاوفهوف في كونيغسآليه

لا تقتصر شهرة دوسلدورف عالمياً على كونها مركزاً لصناعة الأزياء والإعلان فحسب، إنما أصبحت «مدينة الراين» في السنوات الأخيرة الماضية إحدى أهم مراكز الاتصالات في ألمانيا، ويوجد فيها اليوم 18 مزوداً لخدمة الإنترنت، كما ويصل طول خيوط اللفائف البصرية المستعملة في مدينة دوسلدورف لتيسير خدمات الإنترنت إلى 412 كلم . إضافة لذلك، تتصدر دوسلدورف سوق الهواتف النقالة في ألمانيا نظراً لتمركز اثنين من المزودين الأربعة لخدمات المحمول فيها، وهما «دي 2 فودافون» (D2Vodafone) و«أي-بلس» (E-Plus). علاوة على ذلك يوجد في المدينة العديد من الشركات التجارية العالمية مثل «إن تي تي» (NTT) و«إيريكسون» (Ericsson) و«زاندفيك» (Sandvik) و«نوكيا» و«جي تي إس» (GTS). وقبل أن تقوم بتصفية أعمالها، كانت شركة «إل تي يو» العالمية (LTU International) للخطوط الجوية تتخذ أيضاً من مدينة دوسلدورف مقراً لها.
أما في مجال الدعاية والإعلان، يوجد في دوسلدورف قرابة الـ 400 وكالة دعائية، ثلاثة منها تنتمي إلى مصاف الشركات الكبرى في ألمانيا، وهي مجموعة «بي بي دي أو» (BBDO) ومجموعة «بوبلسيس» (Publicis Group) ومجموعة غري (Grey Group). وإلى جانب شركات الدعاية المحلية، يوجد في دوسلدورف أيضاً مقار بعض أشهر وكالات الدعاية والإعلان الأجنبية، مثل «اُوغليفي وماثير» (Oglivy & Mather) و«دينتسو» (Dentsu) و«هاكوهودو» (Hakuhodu) وغيرها الكثير.
يوجد في دوسلدورف حوالي 170 مؤسسة مالية قومية وعالمية، وقرابة الـ 130 وكالة للتأمين، بالإضافة إلى أحد أكبر أسواق البورصة في ألمانيا. كما ينتشر في دوسلدورف نحو 200 دار للنشر. كما أن العديد من الشركات الكبرى إتخذت من هذه المدينة مقراً رئيسياً لها، نذكر منها على سبيل المثال شركة «لوريال ألمانيا» لمواد التجميل والزينة، وشركة «هينكل» (Henkel) للسلع الاستهلاكية ذات العلامة التجارية والتقنيات الصناعية، إلى جانب شركة دايملر (Daimler AG) لصناعة السيارات والتي تصنع السيارات التجارية الخفيفة لصالح شركتي الميرسيدس بينز وفولكس فاغن.

## الإعلام

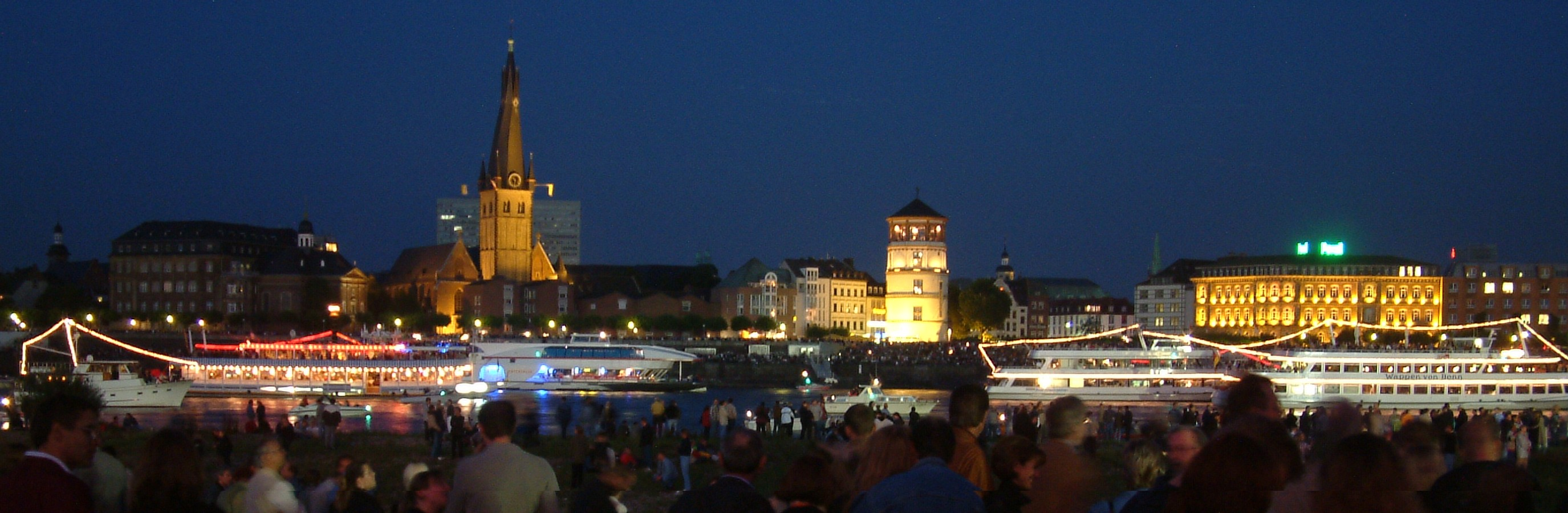
منظر عام للمدينة

تعتبر دوسلدورف مركزاً إعلامياً هاماً ويعزز هذا وجود شركات شهيرة في مجال صناعة الأفلام مثل «مؤسسة ألمانيا الأكبر للسينما» و«مجموعة ريخ» (Riech-Group)، إلى جانب وجود قنوات تلفزيونية عديدة مثل «دبيليو دي آر» (WDR) و«زي دي إف» (ZDF) و«كيو في سي» (QVC).
أما في مجال الصحف والجرائد، تصدر في دوسلدورف العديد من الصحف اليومية والأسبوعية، مثل "هانديلسبلات" (Handelsblatt) و"ويرتشافتسوخه"(Wirtschaftswoche) و|دويتشيس ويرتشافتسبلات" (Deutsches Wirtschaftsblatt) و"أخبار فاو دي إي" (VDI-Nachrichten). كما تتوفر أغلب هذه الإصدارات -تقريباً- على شبكة الإنترنت.

## المعارض التجارية
في كل عام يستضيف مركز المعارض في دوسلدورف أكثر من 40 معرضاً تجارياً، وتحتل 23 معرضاً من هذه المعارض المرتبة الأولى عالمياً في مجال الصناعة التي يختص بها المعرض. وتكمن خبرة دوسلدورف الأساسية في حقول الأدوات والتجهيزات، والطب والصحة، والأزياء وأنماط الحياة.

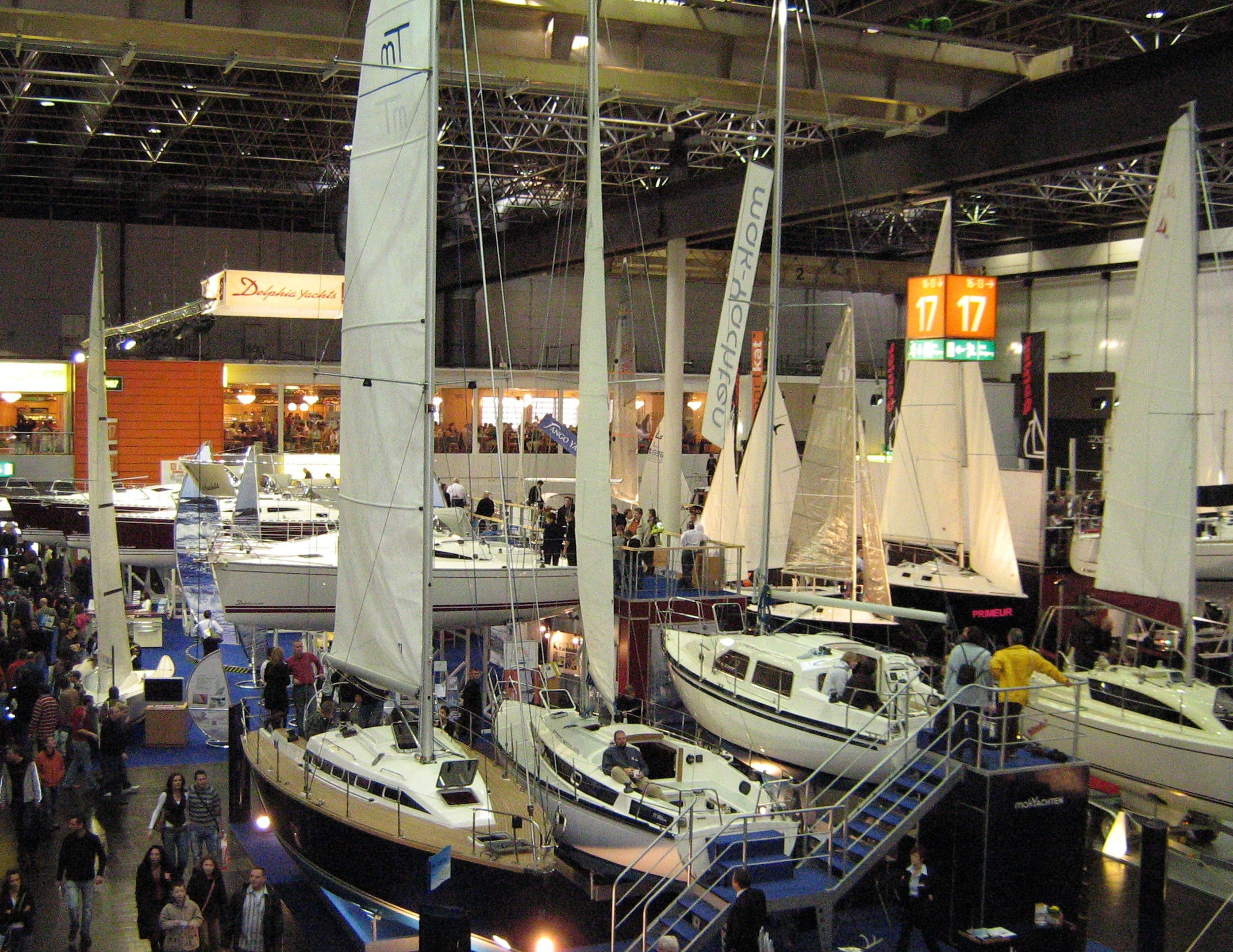
معرض القوارب في دوسلدورف

معرض دروبا (Drupa): هو معرض لصناعة الطباعة والورق، ينظم بصورة دورية كل أربع سنوات، ويُعد معرض «دروبا»، أكبر المعارض المتخصصة في مجال الطباعة على مستوى العالم، وقد انطلق المعرض لأول مرة في خمسينيات القرن الماضي. وبالإضافة إلى كون المعرض حدثاً مهماً لرصد التوجهات الجديدة التي ستتخذها صناعة الطباعة مستقبلاً، فإن المعرض أيضاً فرصة لالتقاء العاملين في مجال الطباعة ببعضهم البعض لتفعيل أسس التعاون والتواصل فيما بينهم وعقد الصفقات. كما أنه يعد كذلك مناسبة للاطلاع على مجموعة واسعة من الحلول والأنظمة التكنولوجية التي تتضمن أحدث تقنيات الطباعة في نظام واحد متكامل.
معرض سي بي دي (CPD): يفتح معرض سي بي دي التجاري للموضة أبوابه مرتين في السنة في مركز المعارض في دوسلدورف، مجتذباً 40,000 من محترفي الموضة من حول العالم ليلقوا بنظرهم على المجموعات الجديدة ويقوموا بالشراء للموسم التالي. وخلال أيام المعرض الثلاثة يتم تقديم مجموعة من الندوات تكمل عروض الأزياء وغرف العرض.
معرض ميديكا (MEDICA): في شهر تشرين الثاني من كل عام يفتتح المنتدى العالمي للطب (بالإنجليزية: World Forum for Medicine)، ويعد أكبر معرض تجاري عالمي للحلول الطبية لوجود 4,400 شركة مشاركة في المعرض من 67 بلداً مختلفاً. وكون هذا المعرض يتزامن مع معرض كومباميد (ComPaMED)، وهو المعرض الشقيق له والذي يختص بالتقنيات الطبية، فإن هذين المعرضين يجذبان أكثر من 135,000 زائراً سنوياً. ويركز المعرضان على الأدوية وتقنيات المختبرات والأدوات الطبية والمعدات اللازمة للممارسة العامة والمستشفيات.
معرض القوارب: يقام المعرض العالمي للقوارب في دوسلدورف في منتصف شهر كانون الثاني من كل عام. وإلى جانب القوارب وتجهيزاتها يركز المعرض، الذي يفتح أبوابه لجميع الزوار، على الطائرات الشراعية والصيد والغطس والرياضات المائية الأخرى بالإضافة إلى منتجات السياحة. وكونه المعرض الأضخم في مجاله، يجتذب المعرض أكثر من 25,000 زائر وحوالي 1,600 مساهم في المعرض من أكثر من 50 بلداً.

## التعليم

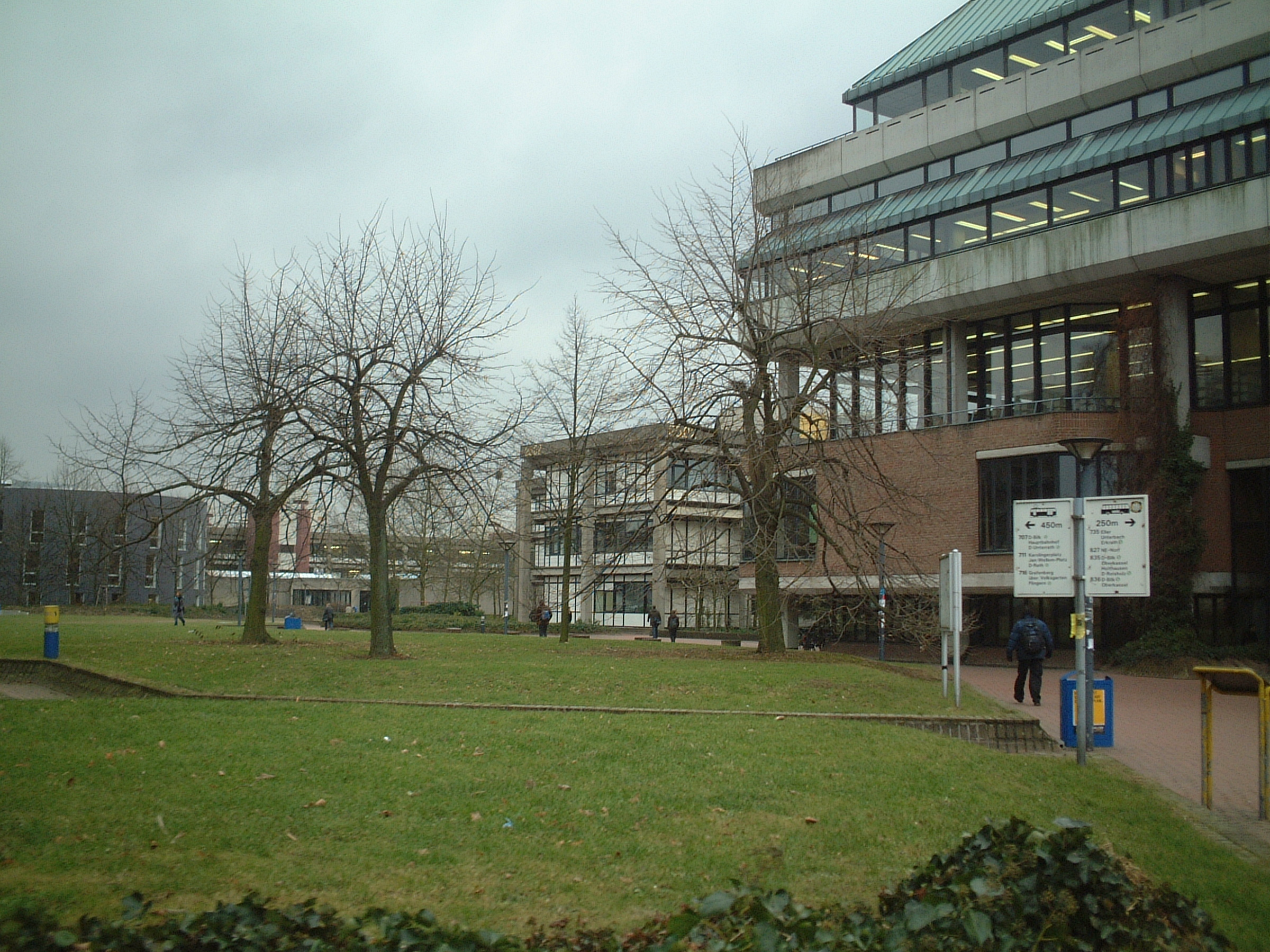
جامعة هاينرش هاينه

من أشهر الجامعات في دوسلدورف هي جامعة هاينرش هاينه، التي تقع في الجزء الجنوبي للمدينة. يدرس في هذه الجامعة نحو 20,000 طالب وطالبة، وهي تقدّم نطاق واسع من المواضيع من العلوم الطبيعية والرياضيات وعلوم الكمبيوتر والفلسفة والعلوم الاجتماعية والفنون واللغات والطب والصيدلة والاقتصاد والقانون. ومن المؤسسات الأكاديمية الأخرى في دوسلدورف نذكر منها:
- مدرسة «كلارا شومان» الموسيقية (بالألمانية: The Clara Schumann Musikschule).
- مدرسة روبرت شومان العليا للموسيقى (بالألمانية: The Robert Schumann Musikhochschule).
- كاديمية الفنون الجميلة في دوسلدورف المشهورة بفنانيها رفيعي المستوى مثل جوزيف بويز (Joseph Beuys) وبول كلي (Paul Klee).
- جامعة (Fachhochschule) للعلوم التطبيقية في دوسلدورف.
- مؤسسة ماكس بلانك (Max Planck) لبحوث الحديد.
- معهد غوته (Goethe Institute).

## الرعاية الصحية في دوسلدورف

تولي مدينة دوسلدورف اهتماماً كبيراً للرعاية الصحية. يتمثل هذا الاهتمام بعدد كبير جداً من المستشفيات والعيادات، بالإضافة إلى مئات الأشخاص في كل فرع من فروع الطب، التقليدية والغير تقليدية. كما تتوفر الصيدليات لشراء الأدوية في كل زاوية من زوايا المدينة. كما تقام العديد من البحوث والدراسات الطبية في المدينة وجامعاتها المتعددة. يعد مستشفى دوسلدورف الجامعي أحد المستشفيات التي تقدم الرعاية الصحية في المدينة.

## النقـل
يقع مطار دوسلدورف، والذي يشار إليه أيضاً بمطار «راين- روهر»، على بعد 8 كيلومتر من مركز المدينة، ويمكن الوصول إليه بسهولة باستخدام قطارات الأنفاق (بالألمانية: U-Bahn)، أو القطارات البعيدة المدى التي تُعرف بـ «القطارات المعلّقة» (SkyTrain) التي تعمل بشكل أوتوماتيكي. أما المحطة المحلية القديمة الواقعة تحت مبنى المحطة النهائية فهي تربط قطارات الأنفاق (U-Bahn) أو (S7) بمحطة المدينة الرئيسية، بالإضافة إلى خط زولينغن (Solingen) وبعض الخطوط الليلية المختارة الأخرى.

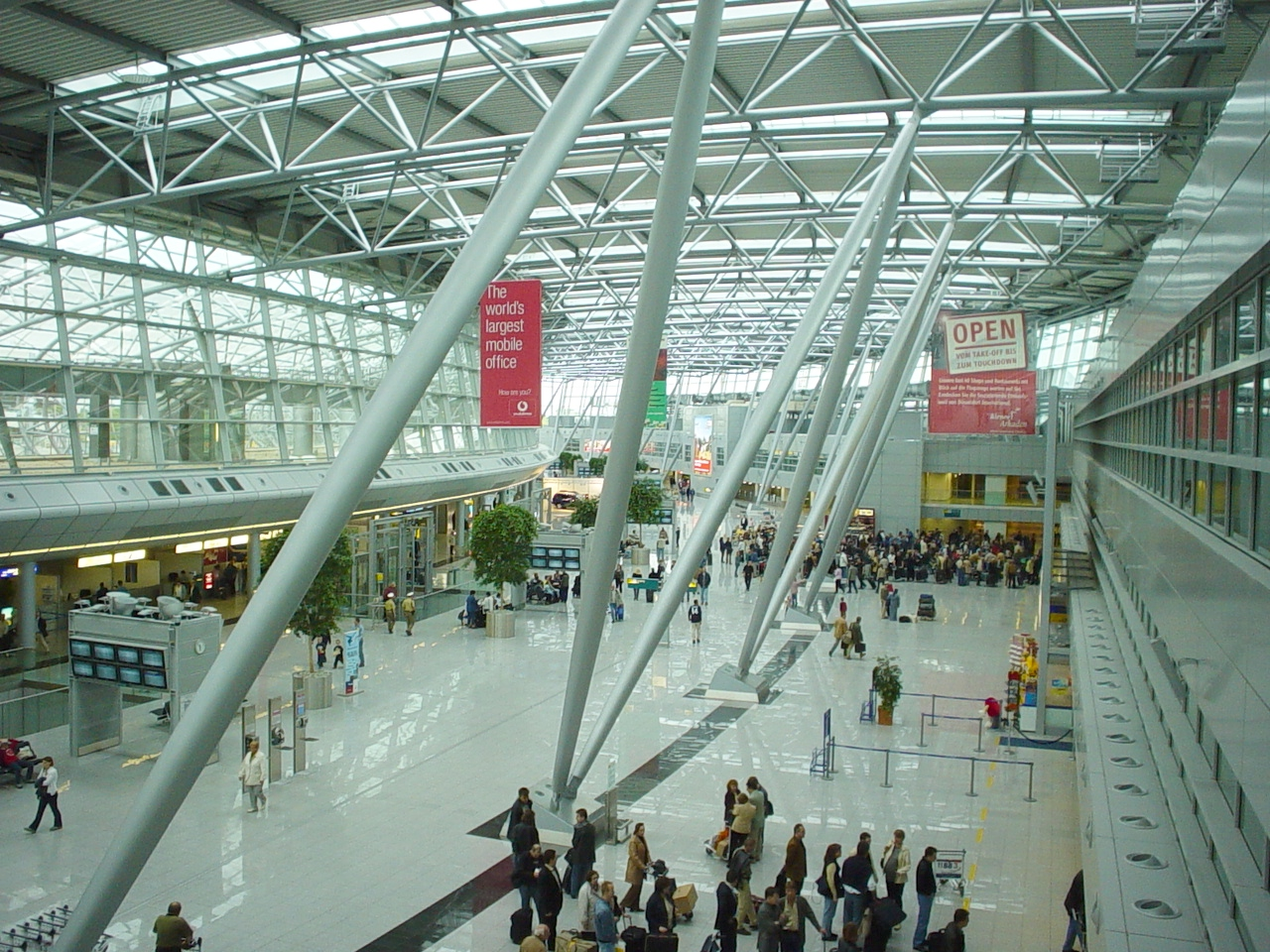
مبنى مطار دوسلدورف الدولي

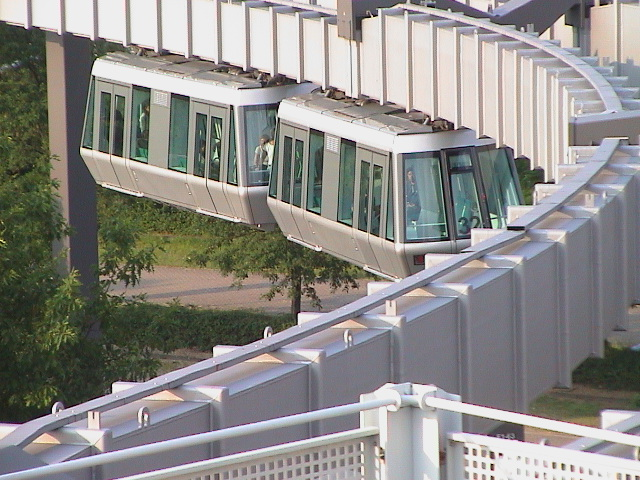
القطار المعلّق (SkyTrain)

يحتل مطار دوسلدورف الدولي المرتبة الثالثة على قائمة أكبر المطارات التجارية في ألمانيا بعد مطاري فرانكفورت وميونخ، إذ يصل عدد المسافرين القادمين والمغادرين عبر مطار دوسلدورف إلى 18.6 مليون راكب سنوياً. يقدم المطار 180 وجهة طيران على أربع قارات، وتخدمه 70 خط جوي. وفي عام 1996م، تعرض المطار للدمار الجزئي إثر حريق كبير شب في أحد مبانيه والذي أدى إلى مقتل 17 شخصاً وجرح آحرين، ولكن أعيد بناؤه بشكل كامل بعد ذلك بوقت قصير.
تعد دوسلدورف محوراً رئيسياً في شبكة السكك الحديدية الألمانية (بالألمانية: Deutsche Bahn)، حيث يتوقف أكثر من ألف قطار في دوسلدورف في كل يوم، كما أن محطة السكك الحديدية الرئيسية في ساحة كونراد-أديناور (بالألمانية: Konrad-Adenauer-Platz) تقع في مركز المدينة. إضافة لذلك، تربط قطارات الأنفاق دوسلدورف بالمدن الأخرى ضمن محيط منطقة الراين-رور (Rhine-Ruhr). كما يقوم مزود سكة الراين الحديدية (بالألمانية: Rheinbahn)، الذي تمتلكه المدينة والذي يعمل ضمن نظام النقل العام الـ «في آر آر» (بالألمانية: Verkehrsverbund Rhein-Ruhr)، بتنفيذ حركة المرور الخاصة بالسكك الحديدية الخفيفة (بالألمانية: Stadtbahn)، بالإضافة إلى حركة المرور الخاصة بالحافلات. من الجدير بالذكر أن خط السكك الحديدية الخفيفة يخدم أيضاً مدناً مجاورة، كما أنه يعمل بشكل جزئي تحت سطح الأرض.
ترتبط كل من المحطة الرئيسية ومحطة المطار (بالألمانية: Flughafen-Bahnhof) بخط النقل القومي والدولي ذي السرعة العالية وأيضاً بالقطار السريع الداخلي للمدينة ذي السرعة الفائقة. كما أن إقليم شمال الراين-وستفاليا يمتلك شبكة من الطرق السريعة القريبة، والتي تتألف من العديد من الطرق المؤدية إلى دوسلدورف، نذكر منها: A4و A44و A46و A52و A57و A59 وA524.

## الفنادق وأماكن الإقامة في دوسلدورف

هناك الكثير من الخيارات التي تتوفر للإقامة في مدينة دوسلدورف. حيث تؤمن الفنادق الكثيرة الموجودة في المنطقة الكثير من الخدمات. كما يمكن استئجار شقق مفروشة أو البقاء في أحد دور الضيافة. الكثير من الفنادق تكون موجودة في وسط المدينة مما يجعل القيام بجولة أمراً في غاية السهولة.

## معرض صور

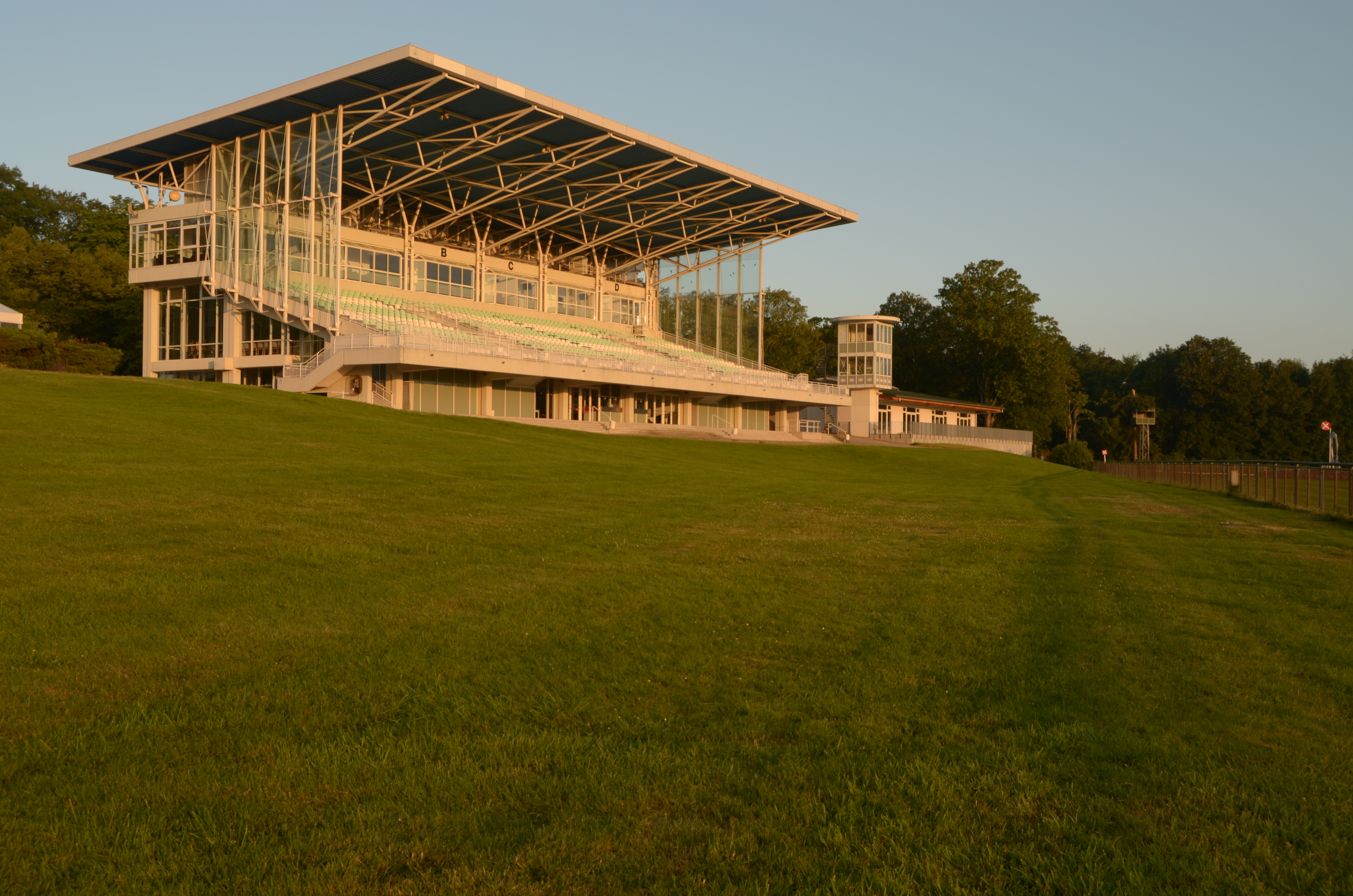
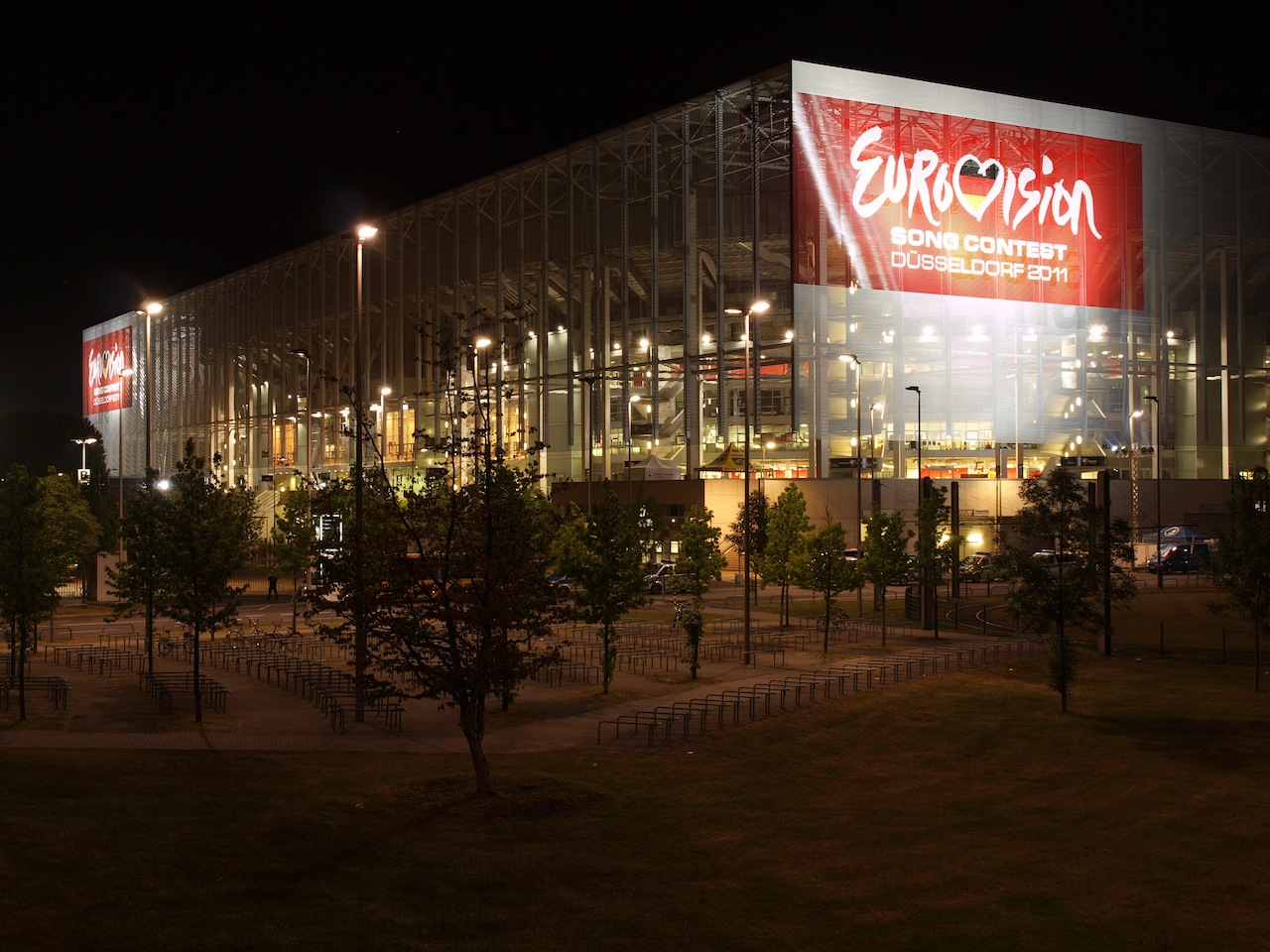
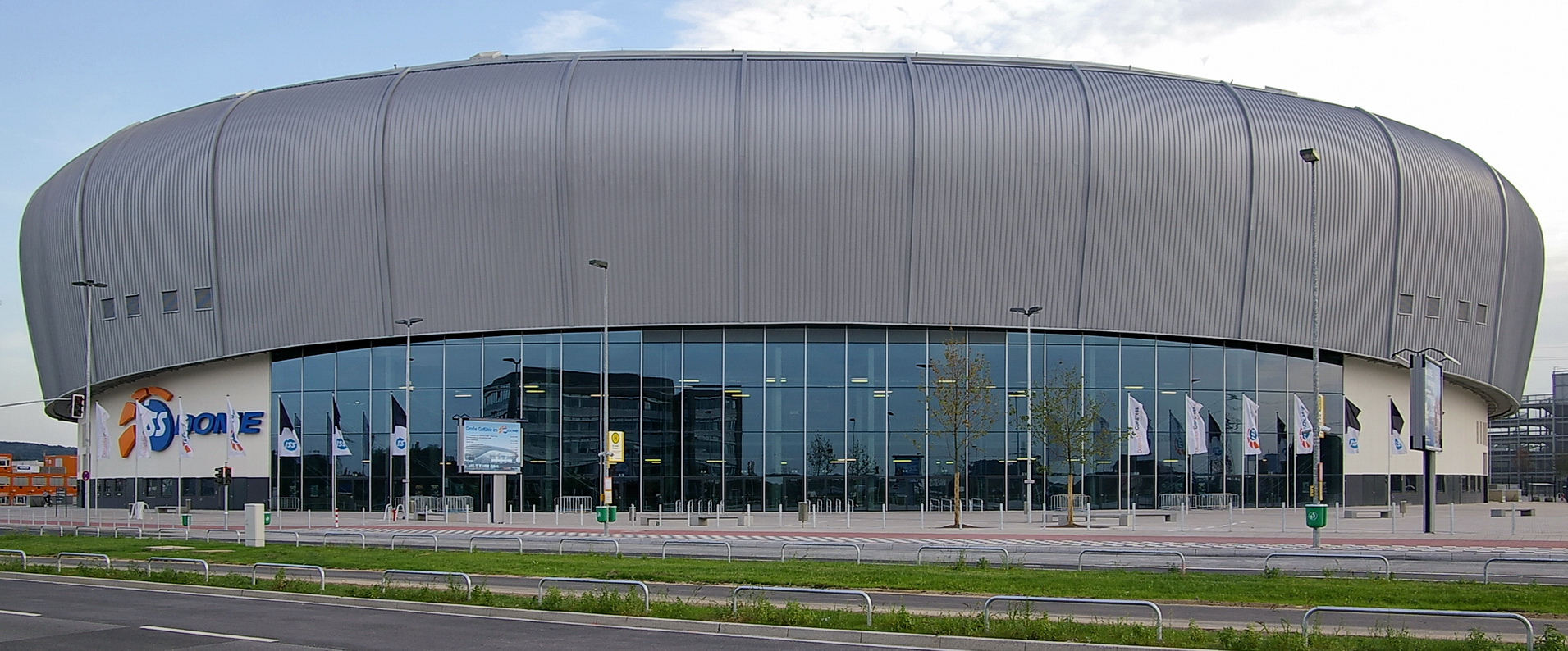
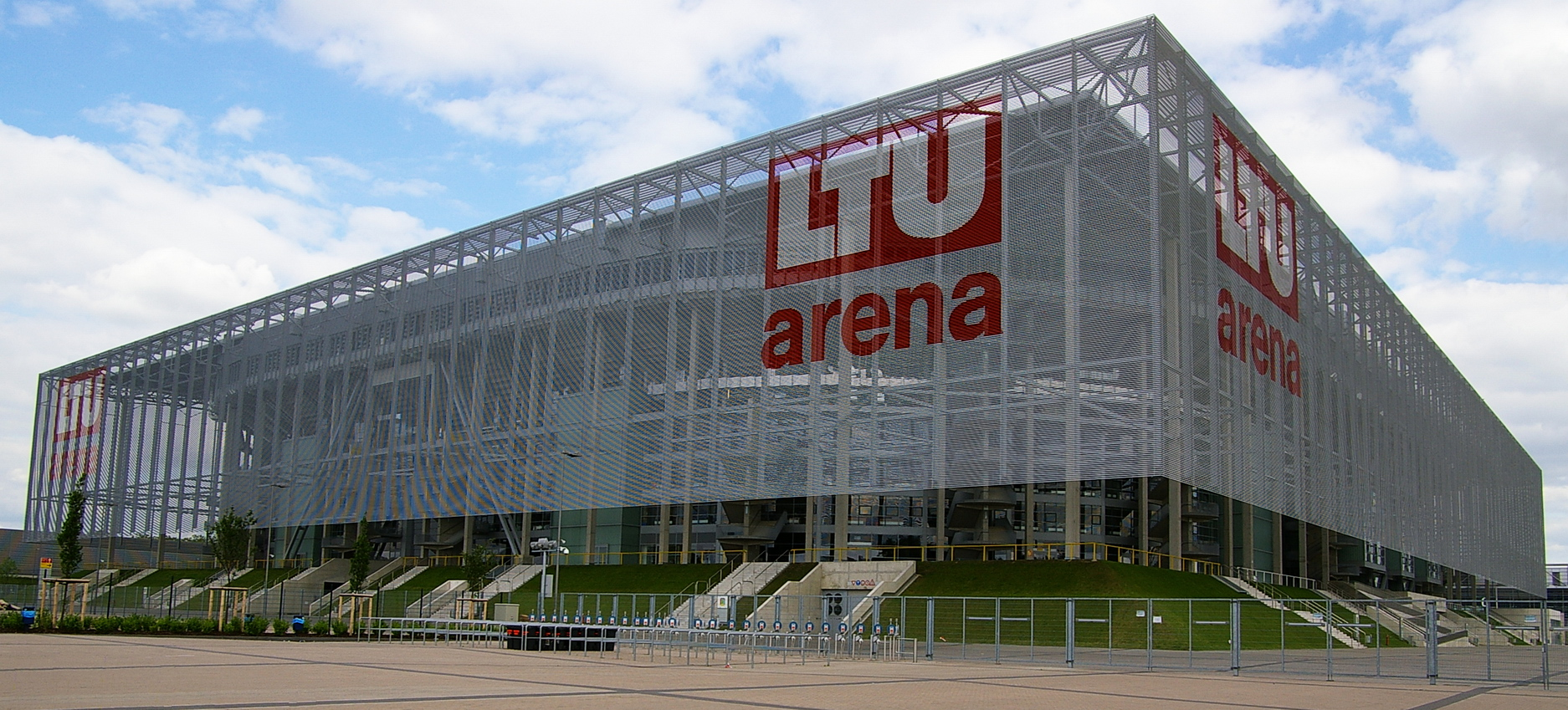
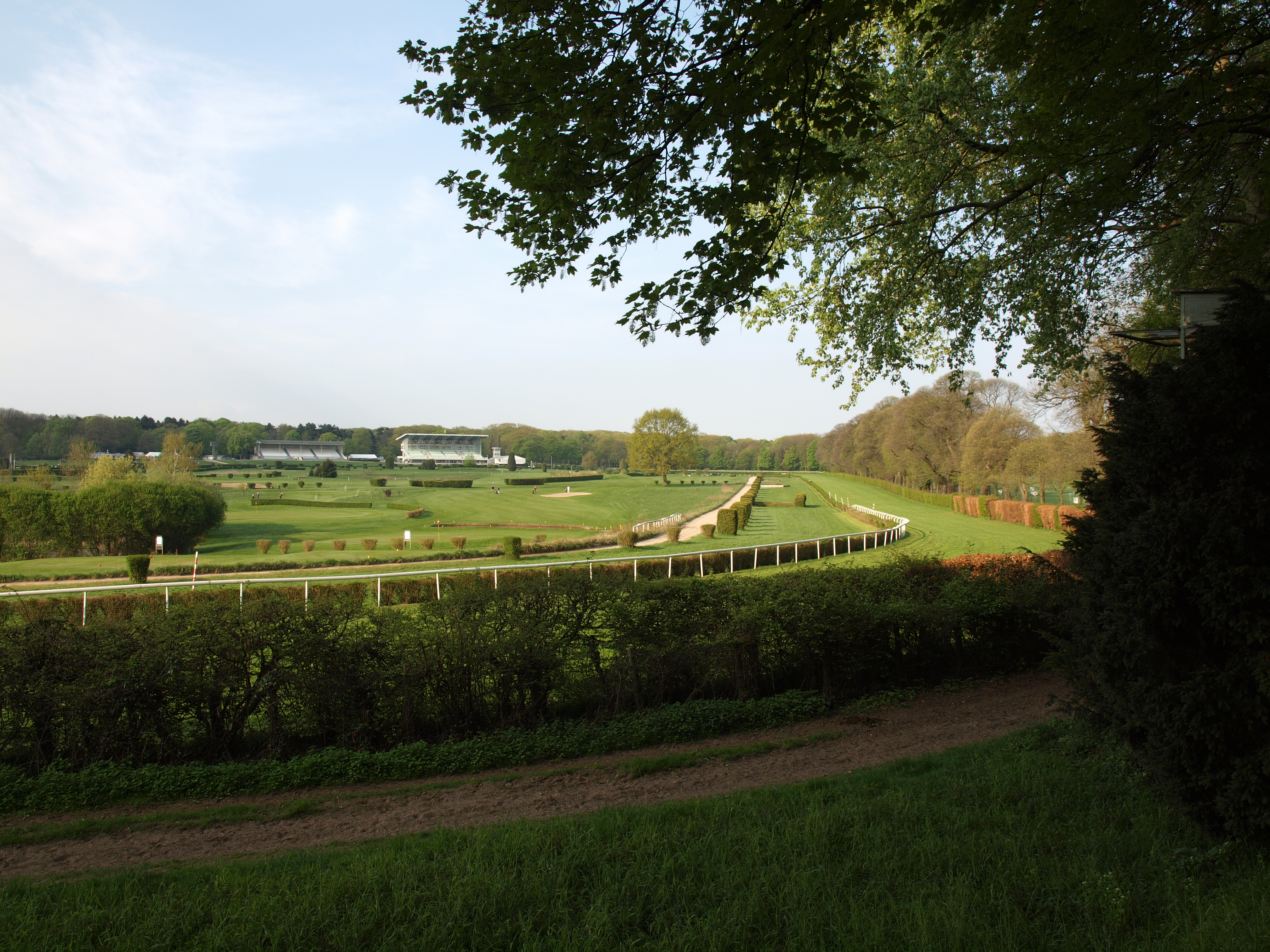

## وصلات خارجية
1. الموقع الرسمي
2. موقع ميرسر للموارد البشرية (بالإنجليزية)
3. الموقع الرسمي لألمانيا (بالعربية)
4. الموقع الرسمي لمطار دوسلدورف الدولي (بالإنجليزية)
5. الموقع السياحي لمدينة دوسلدورف (بالإنجليزية)
6. موقع دوسلدورف المدهشة (بالإنجليزية)
7. حديقة بوتانشر النباتية في جامعة دوسلدورف